# 保时捷911
保时捷911（德語：Porsche 911；911發音：英語：Nine Eleven，德語：Neunelf）是德國保时捷所製造的高性能双门2+2後置後驅跑车，由亞歷山大·保時捷（Ferdinand Alexander Porsche）所設計，最初于1964年9月推出。
自1963年演變至今的911，因其獨特風格与極佳耐用性名扬世界，成为全世界发行时间最久的跑車。不過无论911如何進化，启发于大众甲壳虫（Volkswagen Beetle）的外观设计和後置引擎设计一直保留，但其後置引擎是空气散热制，却导致了不利于引擎散热的缺陷，而这在气温较高的地区更为严重，不过它仍然是是后置空气散热引擎设计最成功的一个。在1998年推出996型之前，911的引擎都是空冷式的，1994-1998年生产的993型是最后一款空冷式保时捷跑车。
911有許多為了競賽而由私人團隊或保時捷原廠特別開發的特殊版本，這些車通常是各賽車領域的常勝軍。例如在70年代中期，自然吸气的911 Carrera RSR在弗洛里奥盾和代托納24小時耐力賽（英語：24 Hours of Daytona）等世界主要賽車賽事中奪冠，甚至擊敗了許多原型车。又如擁有輝煌戰績的保時捷935就曾在改裝限制非常小，素有“不是方程式的方程式”（Silhouette Formula）之称的“Group 5”赛事里大放異彩，並於1979年的勒芒24小时耐力赛中夺冠。保时捷也凭借911衍生车型在1976年、1977年、1978年和1979年夺得了世界跑車錦標賽（英语：World Sportscar Championship）的冠军。
在1999年决定“世纪之车”的国际投票中，911位列第五，是前五名中两个持續量產的车型之一（名列第四的初代大众甲壳虫於2003年停產）。911是目前仍在生产中最古老的运动型轿跑车名牌之一，截至2017年5月已生产100万辆。

## 空冷引擎時代（1963-1997）

### 早期车型

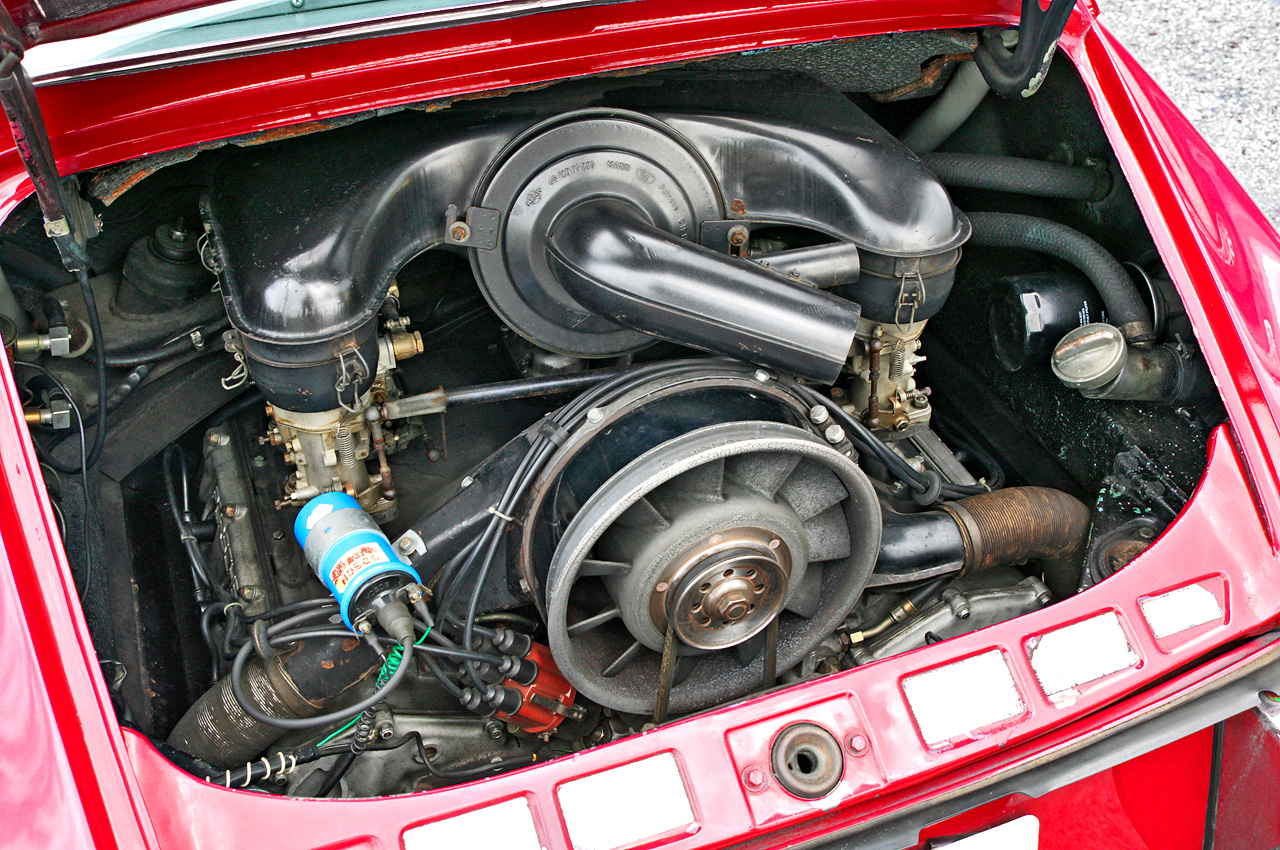
911的后置六缸发动机

保时捷911首次亮相是在1963年的法蘭克福車展上。保时捷911很有可能是发展自59年至61年所生产的代号为695的原型车，这种车的车头部分的外形，特别是标志性的青蛙眼大灯，已经和后来的911没什么区别，它本身是从保时捷356发展而来。

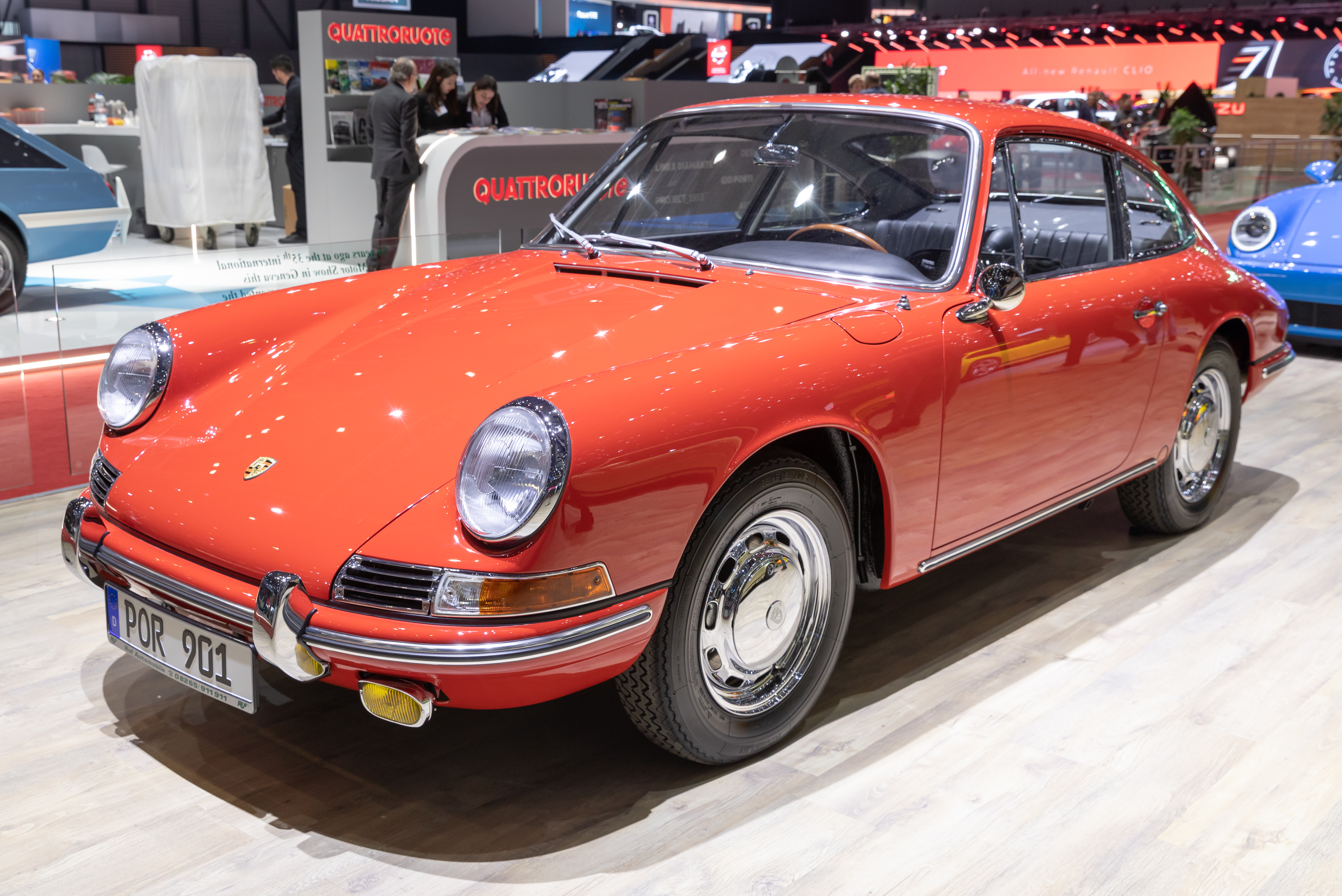
保時捷901

保时捷在车展時用的車名是Porsche 901，但很快標緻提出抗議，因為標緻旗下車款名稱皆為三個數字，中間為零（例：205、406、…等）。作为一家小型企业，保時捷稱「901」，或會產生不必要的誤會。所以901在1965年上市時更名為“911”，1964年9月至12月间，共有232辆编号为901的保时捷被生产出来。

#### 911
相對於356使用的1.6公升4缸引擎，剛上市的911雖然同樣采用后置的空冷水平对置发动机，不過排氣量提升為1991cc，汽缸增加為6具，馬力130匹，最高速度可达210公里。使用5档手动變速箱，在4档变速箱大量采用的年代这也算是先进技术，制动系统则使用了邓禄普轮胎的碟式刹车盘。1965年9月的法兰克福车展上，保时捷推出了第二款911：采用玻璃顶的911 Targa。Targa这个名字是为了纪念保時捷在義大利西西里島Targa Florio賽車贏了5場的光榮歷史（至比赛停办保时捷共获得11个冠军）。保时捷之所以推出这种车型是为了争取美国市场，美国的法律禁止敞篷车上路，因为敞篷汽车发生侧翻事故时没有车顶保护乘员，驾驶者很容易受到严重伤害。保时捷Targa采用了可以人工拆卸的全景玻璃车顶和柔软的塑料后窗，原本是B柱的地方安置了一个防滚架，这样侧翻时可以支撑车身重量。保时捷声称Targa为最安全的敞篷车，许多车厂也效仿保时捷的这一做法生产出以Targa命名的“半敞篷”汽车。1966年，为了填补356和911之间的市场空缺，保时捷推出了采用4缸1.6升发动机的保时捷912，除了发动机外它和911基本一致。1968年推出了911 L，它采用和基本版相同的发动机，但价格却较为昂贵，这种车共生产了449辆。同一年中，由于消费者的抱怨Targa的塑料后窗太低劣，保时捷提供了玻璃后窗以供用户选择。
1969年911做出了一次显著改进，所有的911軸距由2211mm增加到2268mm，讓911的操控感沉穩了一些，車身長度不變，只有後輪後移了。使用了來自Bosch的機械式噴射供油系統。還推出了名為Sportomatic結合了自動變速箱的液體接合器與手動變速箱的變速機構的4速"類"自手排變速箱。同年保时捷使用911 “E”取代911 L来作为基本款的911。保时捷希望911E能比原版的911更加舒适，操控性更好。E代表德文单词Einspritzung，意思是注射器。这象征着由保时捷和博世共同开发的MFI（mechanical fuel injection；機械式噴射供油系統，911S也采用了这种系统）。911E还提供了自校准的悬挂装置，铝制刹车碟，皮革包裹的方向盘。其年产量大约为2000辆。
1974年第二代保时捷911问世后，没有字母后缀的911代替911E再次成为标准款911。不过其排量被提升为2.681升，电镀的车身更具现代感,保险杠也被更换了。采用了电子喷油器，压缩比为8：1，功率达到143马力。到了1977年，Carrera取代没有字母后缀的911成为标准款911，此时保时捷尚未推出3升排量的发动机，因而第二代911就只有2.7升发动机一种配置。

#### 911 S

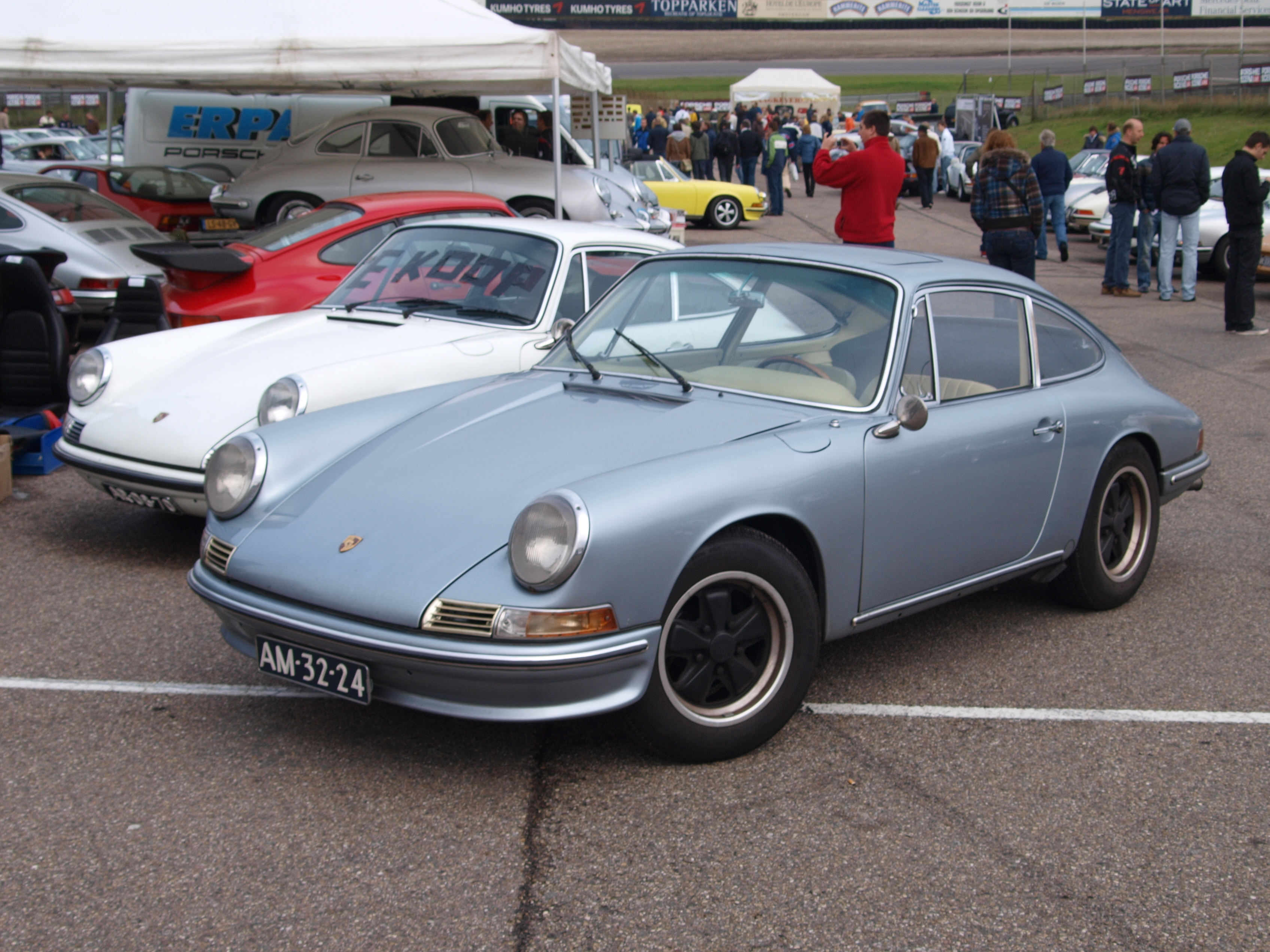
911 S

1966年推出第二个版本的911：加強版的911“S”（super，超级），供油系統由Solex化油器換成Weber化油器并调整了发动机， 功率达到160马力，調整過的引擎代號為901/02。911S刚上市就同时提供双门基本和玻璃敞篷两个版本。1968年进入美国销售，1970年推出 2.195升的配置，其功率为180马力，1972年推出2.341升发动机的配置，功率为190马力。虽然有强劲的发动机，但操控性能却不佳，特别是在高速时方向过于灵敏。为解决这一问题，保时捷在车体前部放置了配重。
1967年初，保时捷为了进一步提升911的潜力，在911 S型的基础上建造了4辆轻量级的911 R原型车。所有的部件都尽量用更轻的产品替换，最后得到了重量为810千克的作品，它比原版911的重量减少了230千克。輕量化跑車仅仅生产了20辆，使用鋁合金打造車門、鎂合金製的油底殼、及雙火花塞設計，可輸出210匹馬力。这些轻量车被用在赛道上，不过未取得多少战绩。
第二代保时捷911推出后，作为加强版的911 S也用上了2.7升排量的发动机，其输出功率为167马力，压缩比则为8.5：1。新一代911S还采用了新的铝镁合金减震器与带头部保护的一体式前排座椅。1975年保时捷为了减少污染物的排放对发动机进行了调整，911S的功率也因此下降到了157马力。同年，为了纪念保时捷公司成立25周年，还推出了1500辆采用含银材料喷涂的911 S，这批911S同样有普通和玻璃敞篷两个款式。1975年之后不再生产911基本款，因此作为其加强版的第二代911 S也不过只有2.7升排气量一个配置，不久之后911S也停止了生产。

#### 911 T
1967年保时捷推出刻意降低性能，經濟型的911“T”取代912，T型有双门基本和玻璃敞篷两款。它采用2.0升的发动机，压缩比为8.6：1，输出功率则为110马力，尚不如最初的911。1970年911 T推出了2.2升的配置，但其功率也不过125马力。直至72年之前，911T所搭配的变速箱与911E及911S的均不相同。1972年中，除了美國使用化油器的911T之外，其他的911T都使用了MFI，兩種系統在馬力上差了約10匹，搭载MFI的911T在每分钟5600转时功率可达140马力，压缩比却下降到了7.5：1。1973年1月，美規911T使用了來自博世的K-Jetronic CIS（Continuous Injection System）連續式燃油噴射系統，這些使用CIS的911T被車迷暱稱為“1973.5”。

#### Carrera

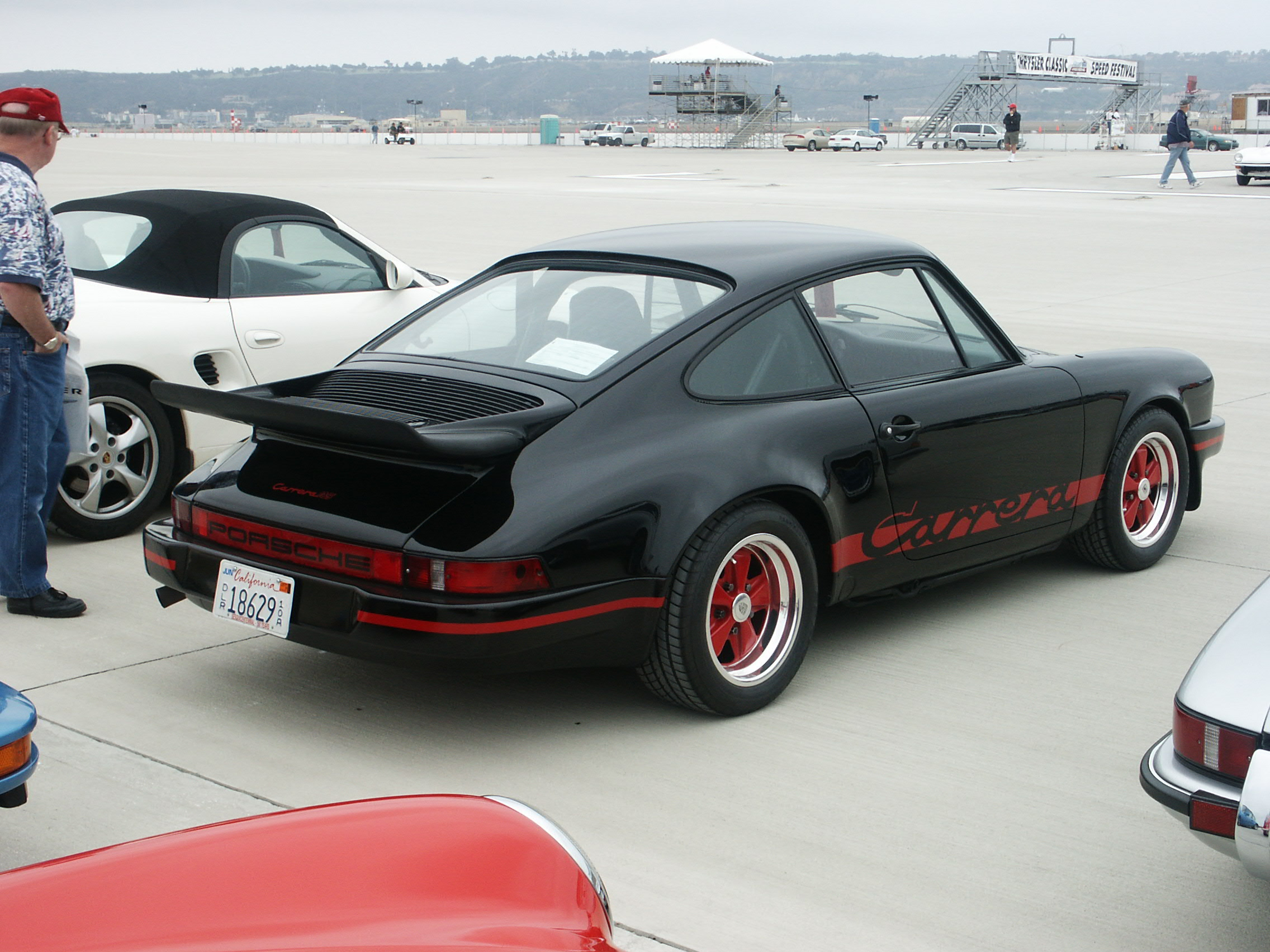
从尾部看去的Carrera

911 Carrera 被認為是911家族中最為經典的一部車，是古董汽車收藏家眼中的夢幻逸品。卡雷拉这个名字来自于20世纪50年代所举办的泛美越野大赛（Carrera Panamericana），保时捷凭借其550型汽车赢得了1953年小型车级别的冠军，之后便将旗下的许多车型加以卡雷拉的后缀以资纪念。保时捷911卡雷拉便是其中之一。
1975年8月，保时捷推出了面向大众市场的911 Carrera 3.0，其运动性能依然出众。使用CIS系统的发动机可以提供200马力的最大输出功率。有4档或5档的手动变速箱及特殊的3档准手自一体变速器的Sportomatic变速箱供消费者选择。不过大多数Sportomatic变速箱都被换成了手动变速箱。1977年7月该型车便停止了生产，短短两年中共生产了3600多辆Carrera 3.0，普通款的数量比玻璃敞篷款的两倍略多一点。自其停产之后，911 SC就成了基本款的911。

1983年8月，Carrera重新恢复销售并取代了SC。“重生”的Carrera采用了3.2升的发动机，装配了博世最新的燃油喷射系统和电子控制单元。其内部除了变速箱的操纵杆外同SC差别不大。外观方面则使用了整体式保险桿，内置式雾灯和电话拨盘樣式鋁合金輪圈。保时捷还提供了Turbo的外观组件以供车主改装，改装后可以具有更好的空气动力学性能。在整个80年代中期，由于Turbo停止了在美国日本等地的销售，使得911在这些地区几乎就只有Carrera 3.2一款可供销售。

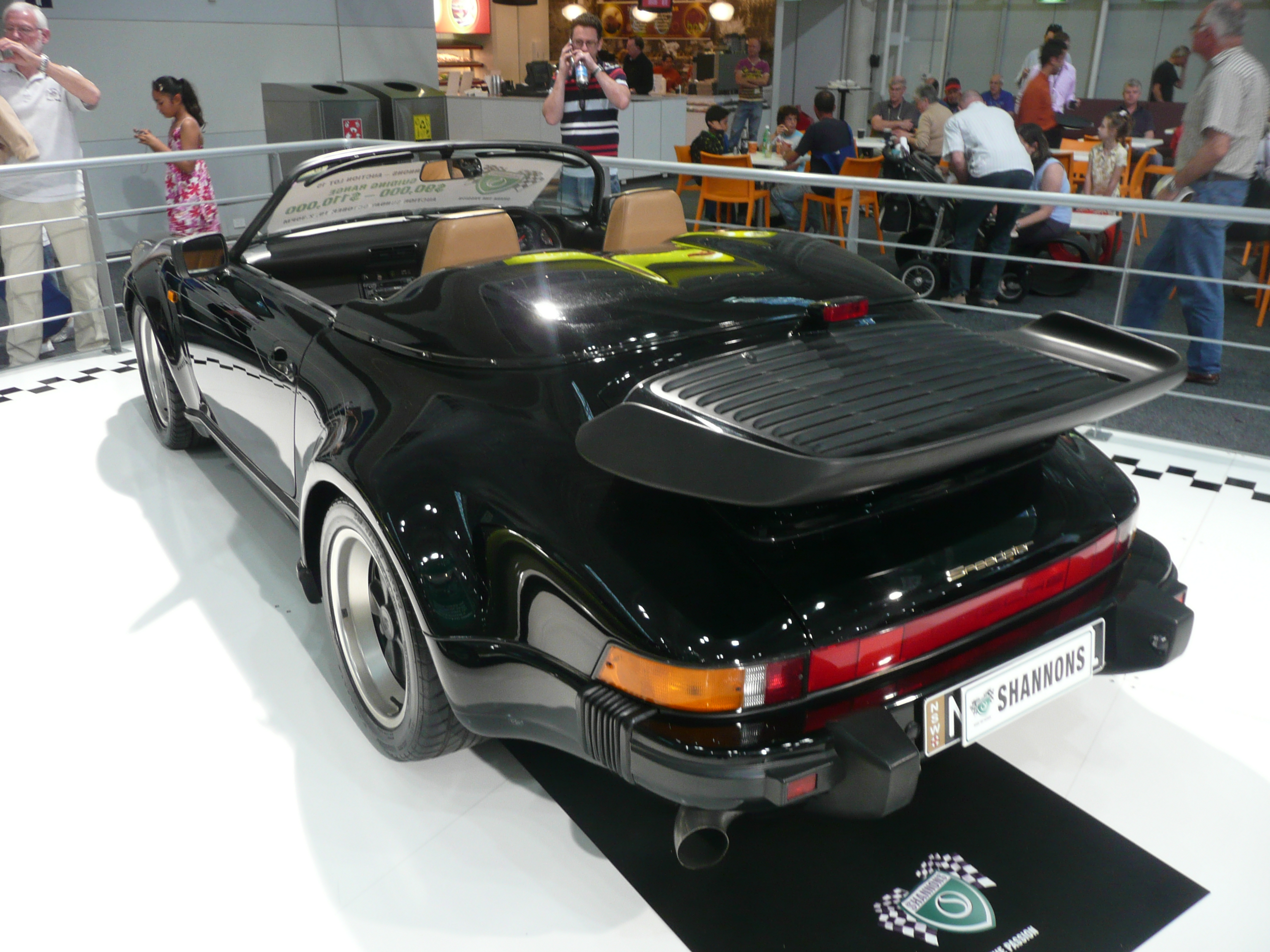
Speedster款，从图中可以看到其顶棚收起后实际上占据了后排座位的位置

1987年，为了挽救911由于缺乏款式而在北美地区所丧失的市场。保时捷展出了911 Speedster，这个款式也曾出现在356上。它是一辆敞篷车，与Cabriolet所不同的是，它使用的是面積較小高度較低的擋風玻璃與单层的手工顶棚而非前者的3层复合顶棚。虽然这种设计使它实际丧失了雨天行驶的能力，但由于减轻了顶棚重量和体积，折叠后的顶棚可以由合乎空氣力學的玻璃纤维罩收纳在后座上。同时它还提供了Turbo的宽大车身和外观组件，即便没有采用这些组件的车辆也使用了Turbo的刹车。为了促进销量，Speedster使用的是旧款Carrera的3.2升发动机，因而也被归在了Carrera的名下。首批80辆在1989年9月19日上市，最终销售了2000多辆Speedster，1900多辆都采用了Turbo的外观组件。
1988年保时捷还生产了一款名为运动俱乐部（Clubsport）的罕见Carrera 3.2，这种型号使用了缩短的变速杆，为了减轻重量将电动座椅、电动车窗、空调、后座等等配置统统去掉，共生产340辆。而同年8月推出的纪念款Carrera 3.2也采用了它的短变速杆，这次的纪念版是为了纪念911车型推出25周年。其外观为含有金属光泽的水蓝色，前排蓝色真皮头枕上还有Ferry Porsche字样的绣花。Coupe、Targa和Cabriolet三种款式共限量发行875辆。89年8月便停止了生产。

##### Carrera RS

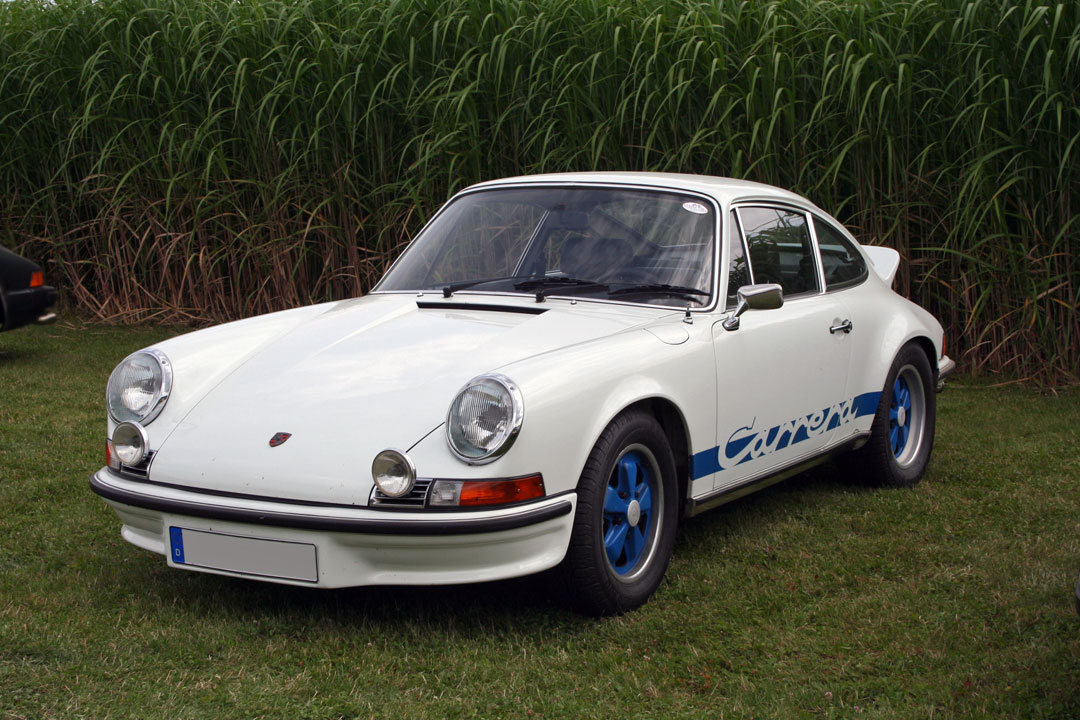
Carrera RS

有趣的是，最先推出的911 Carrera是专为赛事而设计的911 Carrera RS。rs表示Rennsport，也就是德文赛车竞速。1973年，为了参加国际汽车运动联合会的GT大赛第四组，保时捷设计了以911 S为基础的911 Carrera RS，它的功率达到了210马力,极速每小时245公里。由于采用了玻璃纤维和轻量化的金属板，其重量只有1000千克，比原版轻了150千克，参加比赛的赛车还可以减少更多重量。一个显而易见的改进是增加了用于稳定的鸭尾 式尾翼，而轮胎、悬挂和刹车也得到了改进。由于911 Carrera RS价格昂贵，保时捷对于销量能否达到参加第四组所要求的量产500辆没有太大信心。然而最终的结果却是911 Carrera RS供不应求，保时捷不得不生产了300辆未经减重的RS以满足市场需求，大多数911 Carrera RS都是白色的。 最终有1636辆RS被生产出来，保时捷也因此得以参加要求量产1000辆的GT大赛第三组。此外还有同样用于赛事的，使用2.8升发动机的911 Carrera RSR，其重量仅为840千克。最高速度每小时280公里，功率则超过了300马力。这些RSR不过生产了49辆。1974年还生产了使用 2.997升发动机的RS，其功率可达230马力，此版虽使用了更大的发动机，重量却进一步减至900千克。同 年还生产了3.0升的Carrara RSR，由于轻量材料已经被RS车型用完，RSR不得不使用普通材料进行生产，因而整车车重达到了1200千克，功率则为230马力。但因为采用了更宽的 轮胎，所以操控性能要好一些。总共生产了109辆3.0升的RSR，有60辆被改作为赛车。

#### Turbo

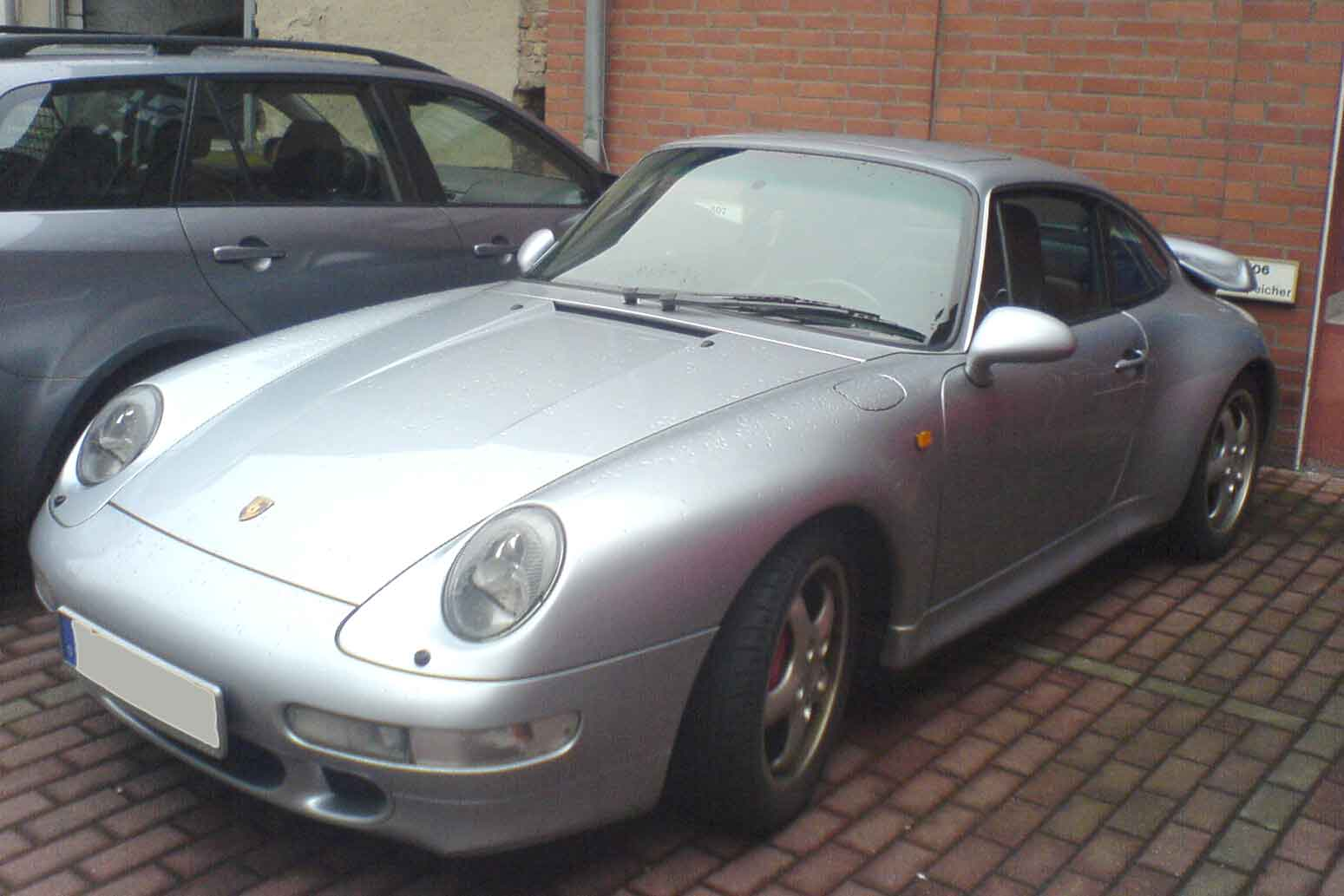
保時捷911 Turbo

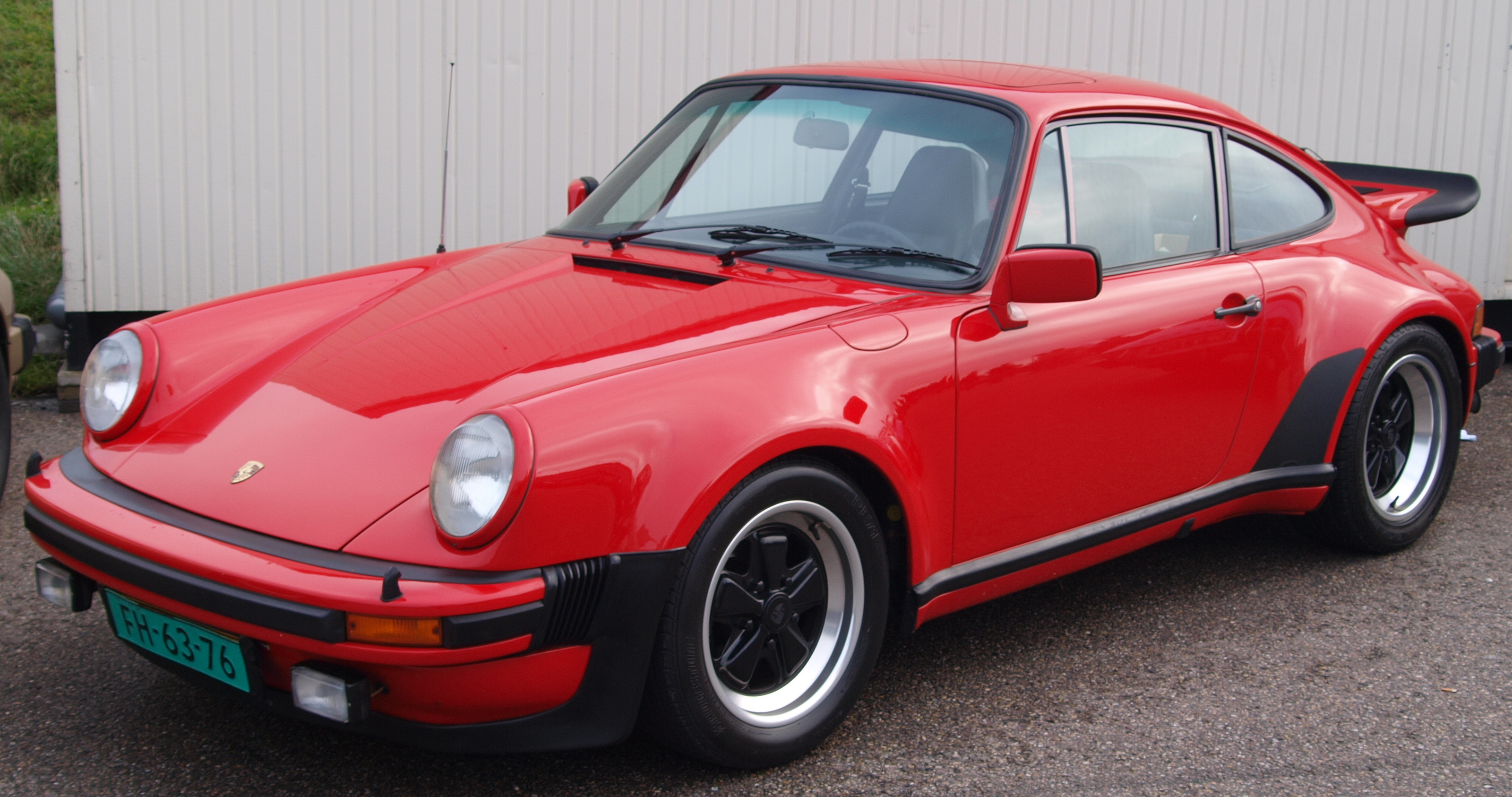
保時捷930

911 Turbo最早出现在1973年的巴黎车展上。它 是以Carrera RS 3.0升版为基础的，因而同样拥有独特的鸭尾式（也称作鲸尾式）尾翼。到了1975年911 turbo才在市场上进行销售。其欧洲版拥有260马力的功率，极速250公里每小时。其装备了涡轮增压装置的901发动机被重新命名为930发动机。除 了性能出众以外，911 turbo的配置也相当豪华。空调、后车窗刮雨器、电动天线和车窗、着色玻璃、大灯清洗器和真皮方向盘都是其标准版的配置。而美国市场直到1976年才见到911 turbo，除了其功率被降低到234马力外，车型的名称也改为Turbo Carrera。即便原计划做限量销售，911 turbo还是因供不应求而扩大了生产量。由于其后置发动机的设计使车辆重心偏后，加上涡轮发动机本来就有的动力输出滞后效应，造成911 turbo很容易出现后轮力量过大的问题，因而这并不是一辆易于控制的汽车。据称还有一些RSR型赛车装备了涡轮增压器，其功率达到了惊人的500马力。1978年之后又开发了采用3.3升发动机的版本，其功率进一步提升到300马力。其进气口和刹车也得到了修改，不再使用Turbo Carrera的标志。由于排放方面的问题以及公司方面计划用928取代911，自1979年之后turbo停止了在日本和美国的销售。然而928的销量并不理想，至1986年后911 Turbo恢复了在上述地区的销售，只不过为了减少污染排放发动机功率被削减至282马力。第二年玻璃顶的TARGA和软顶敞篷Cabriolet款的Turbo也被开发出来，市场证明911依旧很受消费者的欢迎。

#### SC（1978–1983）

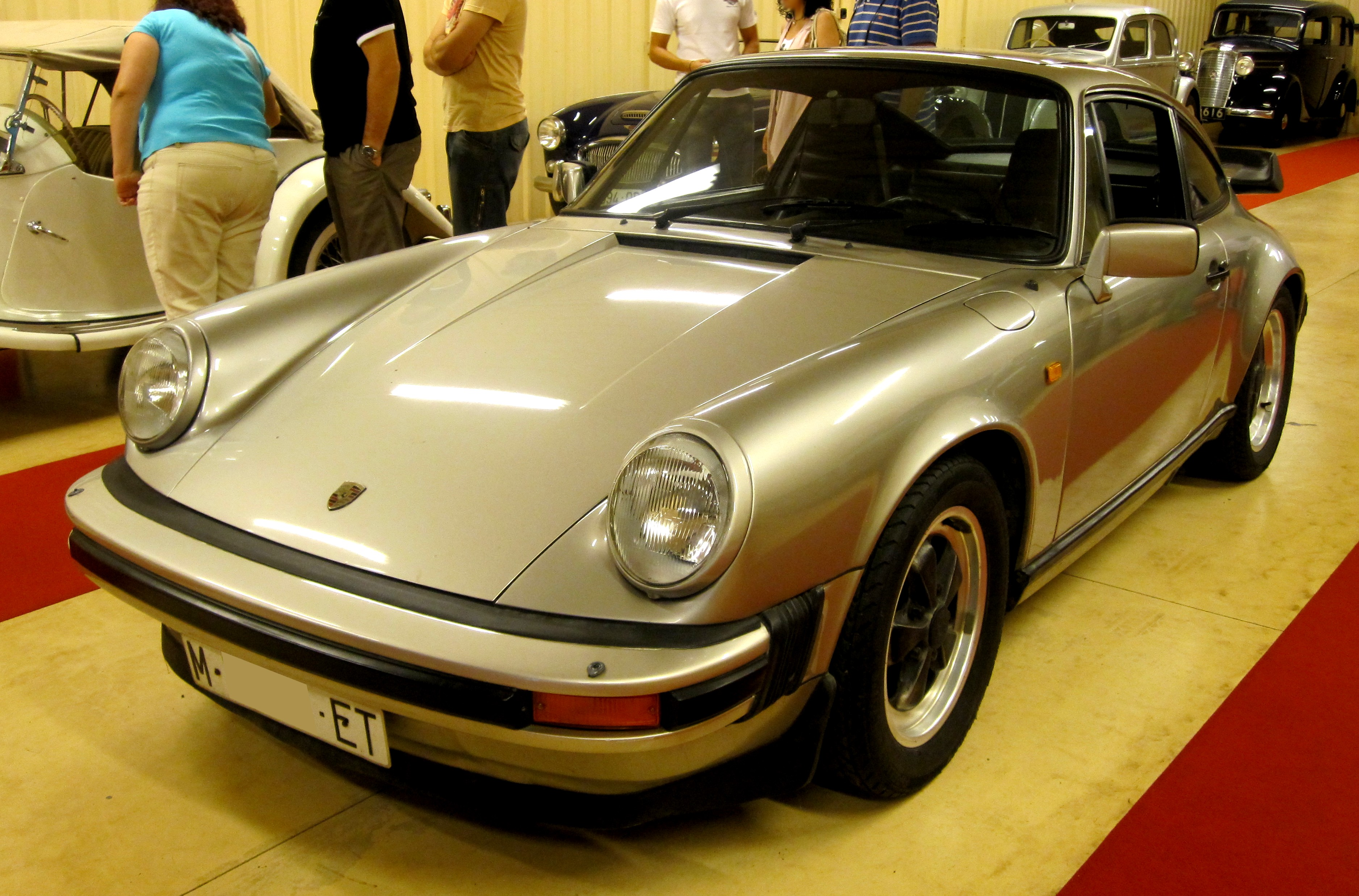
保时捷911SC

1978 年，保时捷推出了911 SC以取代911 Carrera来作为911系列的标准款。第一款911 SC是以3.0升的911 Carrera为基础的，其功率降到了180马力，但在低速时可以提供更高的扭矩，同样拥有鸭尾式稳定翼。配置更为豪华，车重也因此达到了1160千克。 1981年，保时捷首次在日内瓦车展上展出了敞篷的911概念车，因为消费者期望甚高，第二年保时捷就推出了软顶敞篷的911 SC Cabriolet。其顶棚可以人工拆下，销量比玻璃顶的TARGA更好。原本，保时捷计划用前置发动机的928来替代911，可是911强劲的销售打消了公司的这一念头。911SC作为一种版本存在的时间很短，1984年就重新被Carrera取代，因而也就只有3.0升一种发动机配置，总共有58,914辆911SC被销售。
911SC 也有其赛道版本911SC/RS，之所以没有在3.2升的Carrera基础上改装是因为更大的发动机会增加车体重量。虽然使用的是自然进气发动机，但是 RS版采用了许多Turbo的元素，比如其宽大的车身，悬挂、轮胎等也是如出一辙。博世的CIS喷射系统也被Kugelfisher公司的产品所取代，其 发动机可以达到255马力的功率，可以将960千克的车身推进至每小时的246公里的极速。911SC/RS共生产了20辆，其中有5辆被用在了赛场上， 剩下的则被发烧友买下。

#### 3.2 Carrera (1984–1989)

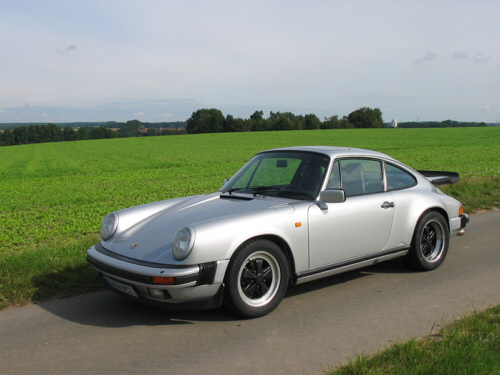
3.2 Carrera

當911的未來及地位被確定後，1984年保時捷進出新系列取代成功的SC系列。這新系列就是911 3.2 Carrera，自1975年以來第一次再使用Carrera名稱。911 3.2 Carrera是最後一代以原祖的911為基礎的系列，所有後續車型都採用新的車身造型、制動、電子和懸掛等技術。
911 3.2 Carrera採用新型的3.2公升空冷水平六空缸對置引擎。新的引擎於北美市場，功率增至207 bhp (154 kW; 210 PS，@ 5900 rpm)。大多數其它市場，功率更達到231 bhp (172 kW; 234 PS，@ 5900 rpm)。廠方公佈的加速數據比較溫和：美國版0-60英里/小時為6.3秒，美國市場以外的為6.1秒。但此版本的911實際加速0–60英里/小時（100km/h）只需5.4秒，並有最高時速達每小時150英里/小時（242公里/h）。
制動碟增大了，有助更有效地散熱及制動力。為了提高機油冷卻能力，將冷卻器安裝在汽車前方。在1987年進一步改進，加上一個恒溫控制風扇。
三種基本模式（coupe、targa、cabriolet）用於Carrera多年。當時（1984年）在美國911 Carrera 價格分別為coupe 31,950美元、targa 33,450美元和cabriolet $36,450美元。幾乎與911SC難以區分的外型，其一線索為前方的霧燈。
911 3.2 Carrera系列，一共生產了76,473輛（18,468輛targa、19,987輛cabriolet、35,670輛coupe）。

### 964

#### Carrera

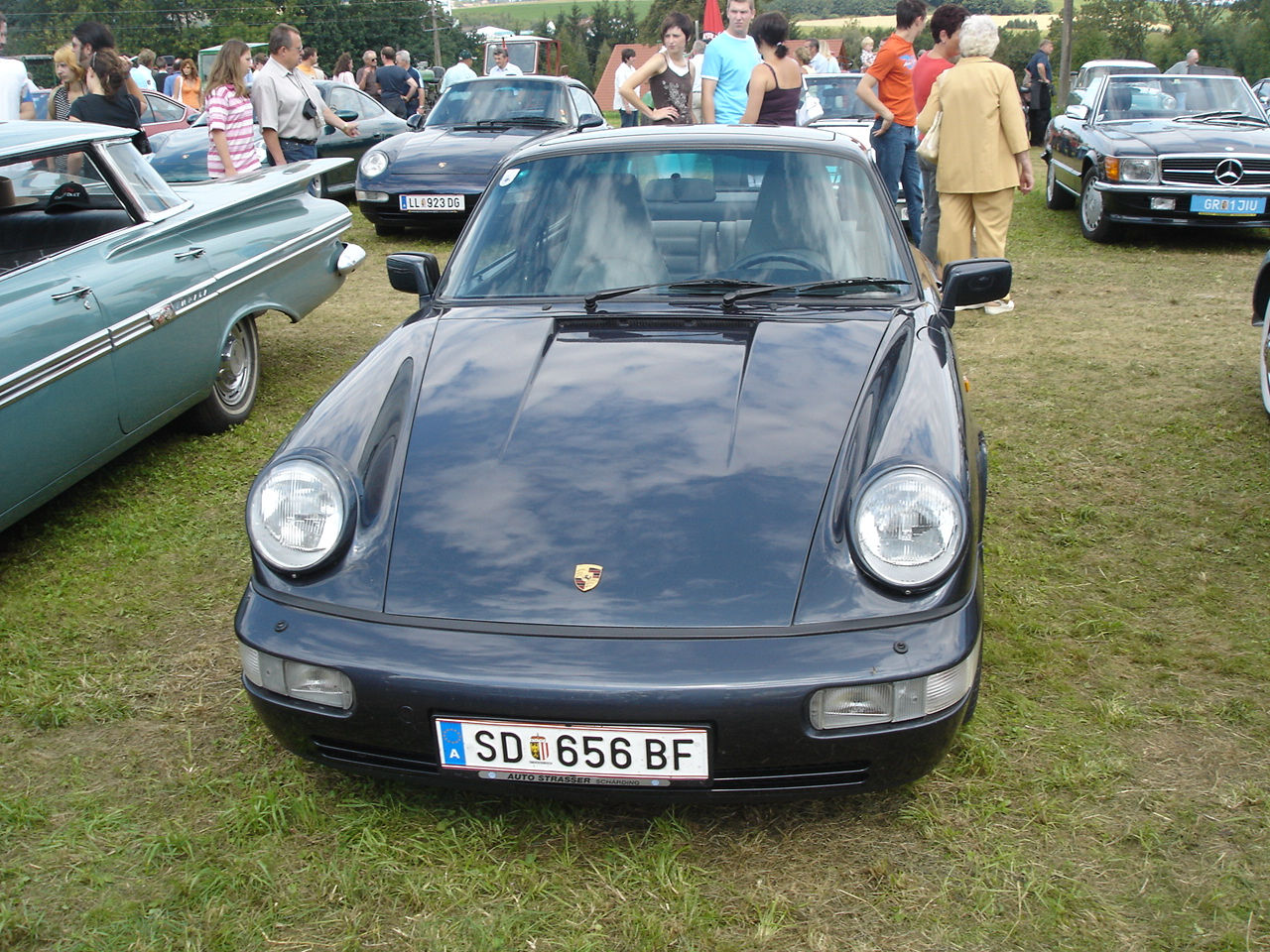
964 Carrera 2，在他身后的是993

1989年，四轮驱动的911 Carrera 4作为第三代911的第一个车型被推向了市场。除了驱动方式之外，这辆车同先前3.2升版相比还有许多改动。车身底盘是新设计的964型，发动机排气量提 升到了3.6升，保险杠也变得更加圆润。变速箱、悬挂和刹车均为新产品。当车速高于每小时80公里后，扰流器还会自动展开以在高速行驶时提供更好的空气动力学性能。1990年保时捷又推出了后轮驱动的Carrera 2作为4驱版本的补充,同其一起推出的还有被保时捷称为Tiptronic的手自一体变速箱。至993世代，只有4驱的Carrera 4被单独标示出来，其比后驱版略微重上了50千克。
1992年10月，保时捷第二次推出了Speedster版911。这次的Speedster是以964 Carrera 2驱版为基础。此款Speedster的情况与上一代基本类似，只不过没有提供Turbo的外观组件，最终销售了不到1000辆，这只有保时捷计划的三分之一。1993年正值911车型推出30周年，保时捷再一次推出了纪念版，此款纪念版以Carrera 4为基础，在车尾和头枕部分都标上了911字样的纪念标志。仔细看的话，还可以发现尾部标志底下的笔画上有很小的“30years”字样。

#### Turbo
一直到1991年，保时捷才重新设计新一代的911 Turbo，首款964 Turbo是以Carrera 2为基础，使用的是加强版的3.3升发动机，功率为320马力。1993年使用3.6升发动机的Turbo也上市了。它拥有360马力的功率，参加了美国 超级汽车冠军赛（American Supercar Championship）。这一代的Turbo没有敞篷及玻璃车顶的款式。

#### Carrera RS
1992年，为了举办Carrera杯比赛，911 Carrera再度推出其赛道版本RS。为了减轻重量，电动车窗、空调、音响等设备统统被拆下，隔音材料也被舍弃，车门和车身大量使用了铝合金材料。这些改进使得它1230千克的重量比Carrera 2轻上了120多千克，与Carrera 4相比更是减重220千克。发动机功率略微增长至260马力，车身也降低了40毫米。RS版共生产了2000多辆。此外还有120辆的采用3.8升发动机的RS，功率进一步上升到300马力，是专为GT比赛准备的。另外还生产了几十辆的Tour版RS，这些车的性能略差，但比真正的赛车要舒适。即便如此，与标准的911 Carrera 4相比，它还是要轻上150千克。由于美国法律在安全方面的规定，RS无法在该地区销售。但是保时捷并不愿意放弃这个巨大的市场，于是便推出了专为北美设计的RS America版。与普通版相比，这些车取消了后排座位，但拥有电动玻璃，方向盘后还有安全气囊。欧洲版RS上的可折叠扰流板换成了固定的，与普通版相比北美版的RS仍然还是略轻一些。

### 993

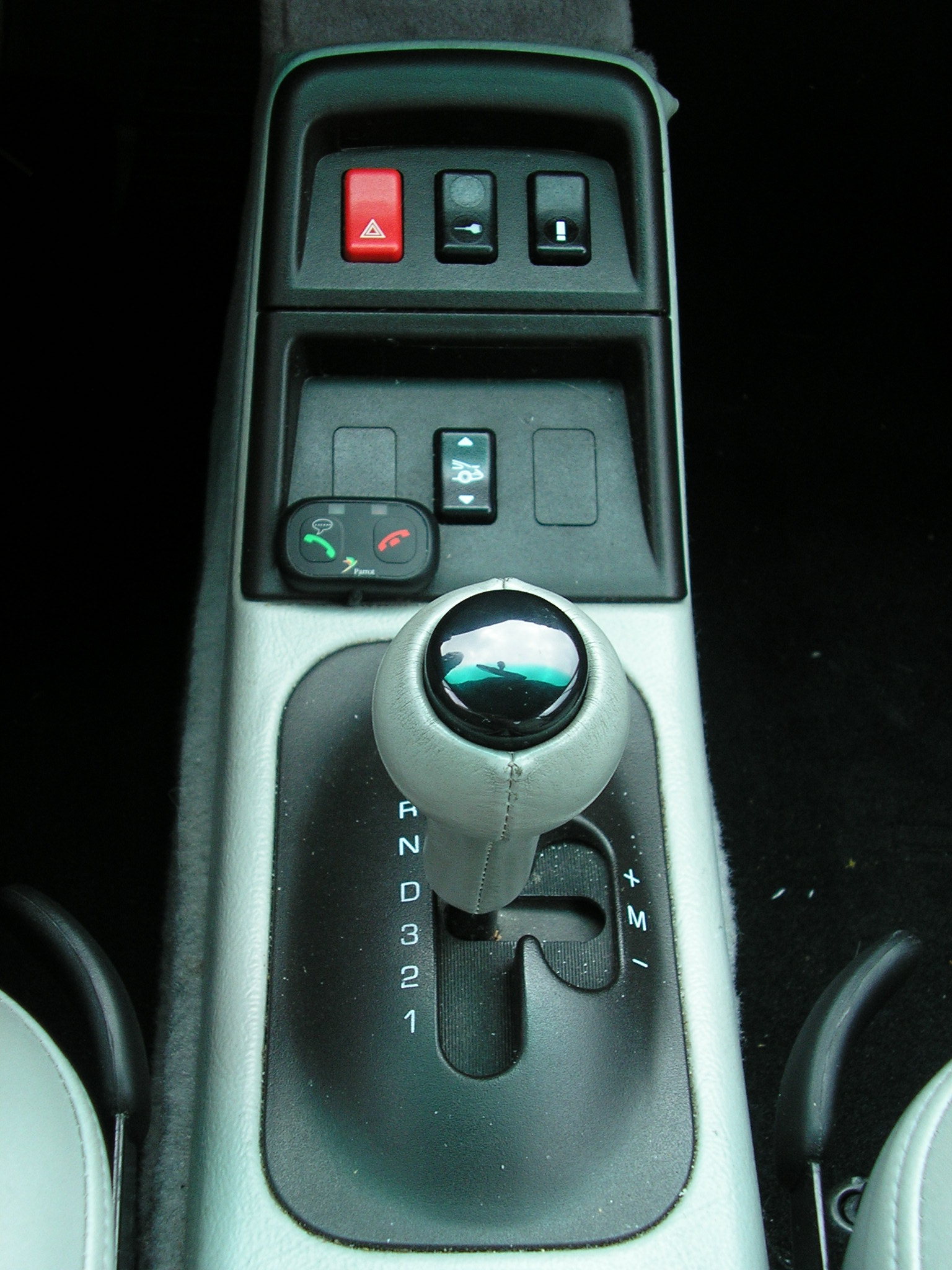
手自一体变速器

#### Carrera
1993年新一代911亮相，作为第一款车型的Carrera是后驱车，但没有以数字2作为后驱版的标示。虽然仍然使用的是3.6升排量的发动机，但其功率达到了262马力。它使用的是全新的6档变速箱，刹车、后轮悬挂也被更新了并采用了新的ABS系统。前备箱被扩大，座位、方向盘等也均作了修改。敞篷版在硬顶版之后几个月推出。

#### Carrera RS

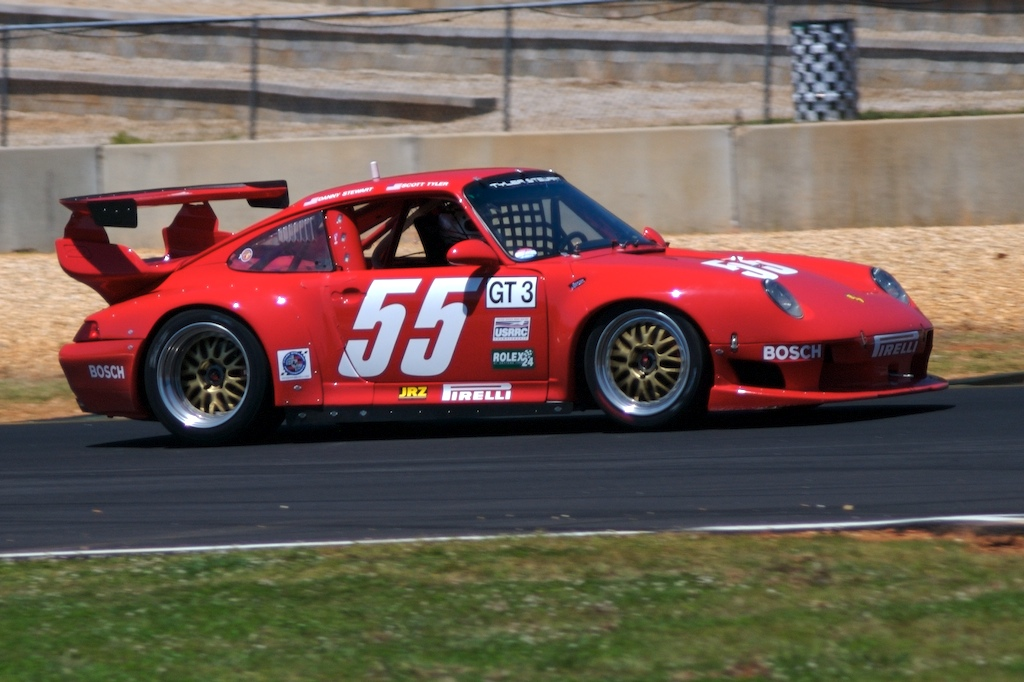
赛场上的993 Carrera RSR

同之前的车型一样，1995年2月推出的993 Carrera RS采用了大量的减重措施。它以后驱的Carrera为基础，空调、电动车窗等“奢侈”被取消，安全气囊和后排座椅也不再提供。通过这样的措施，尽管采用了更重的3.8升发动机，其重量还是比普通版轻了近100千克。300马力的最大功率可将车子加速至每小时280公里。在此款RS上保时捷首次采用Variocam可变正时气门系统。保时捷还开发了一个数量颇少的运动俱乐部版本，它采用了双层尾翼和液冷发动机，据推测还使用了钛合金活塞。
对于自然进气的911来说，Carrera RS是其性能最强的版本，但这些赛车并非一般消费者所能买到。保时捷在1995年首先推出应用于4驱版的S版本，其实就是应用了Turbo的宽大车身以及刹车、变速箱，发动机并未作出改动。同普通版相比，其使用的是两个分离的散热出口而非一个完整的宽散热出口。后驱版对应的S版本也在几年后推出。

#### Turbo
1995年，最后一款空冷Turbo上市。它采用了前所未有的双涡轮增压系统，首次采用6档变速箱，也是保时捷第一次在Turbo上应用四驱系统。尾翼的形状和前代产品也有较大差别。输出功率达到了408马力，（美国销售的为400马力）从0加速至每小时100公里仅需3.7秒，最高速度超过了每小时290公里。
如同最初的911 S版一样，911 Turbo S乃是加强版的911 Turbo。第一款Turbo S建立在91年版Turbo 3.3的基础之上，由于使用了碳纤维，它比标准的Turbo更轻，生产数量大约在80辆。1997年，建立在双涡轮增压版993Turbo基础上的Turbo S被推向市场，其3.6升发动机的功率被进一步压榨至424马力，这一款车型上还在车门的后方开设了一对辅助进气口，它只对北美市场销售。

#### Targa
1995 年之后，Targa作为一个版本从保时捷的生产线上被单独剥离了下来。此后生产的Targa也不再像之前的同名产品那样采用可以拆卸的玻璃车顶。其车顶仍 然是玻璃的，不过开了一个巨大的电动玻璃天窗同时不可拆卸。第一代Targa采用了Cabriolet的车身，3.6升排量的发动机最大功率为280马 力。只有后驱版，有手动变速箱和手自一体变速箱两种选择。

#### GT

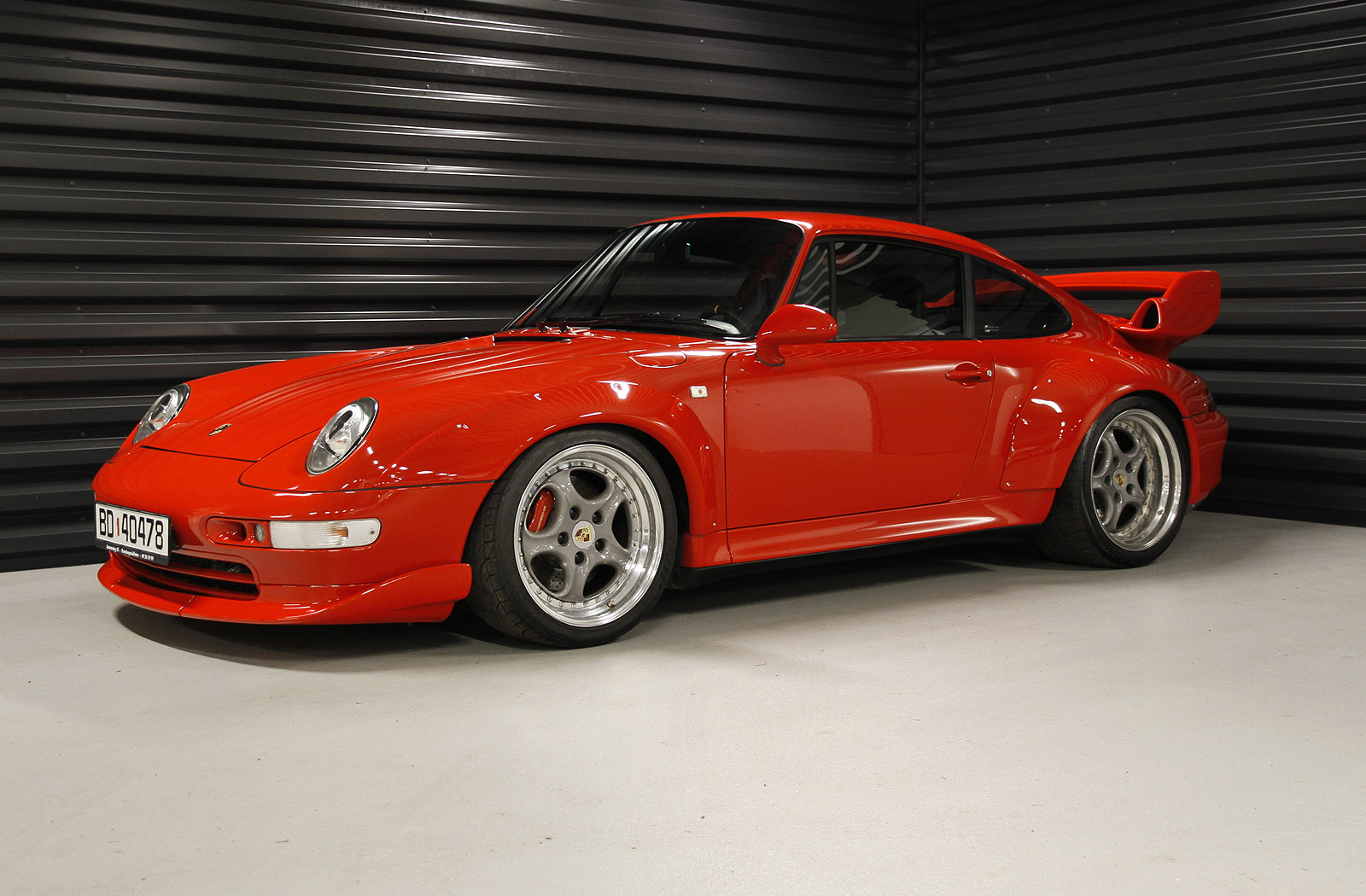
911 GT2

911中性能最强悍的车型911 GT在1995年首度推出，第一款GT跑车为911 GT2，它以双涡轮的993 turbo为基础。经过一系列减重措施之后，它比turbo轻了300千克。但與993 Turbo不同的是，GT 的傳動形式為後輪驅動，而非 Turbo 的四輪驅動。除了赛道版以外，保时捷也生产了供消费者使用的道路版。

## 水冷引擎時代（1998–現在）
1997年，保时捷在法兰克福车展上展出了新一代使用水冷发动机的996，在外观上则使用了类似boxster的泪囊式大灯组合，這是911首次不使用其標志性的蛙眼大燈組合。即便如此，同其他车型相比，911还是保留了大多传统元素，这一代的911是由设计师Harm Lagaay及其所领导的团队完成的，包括目前為保時捷首席設計師華裔的設計師 Pinky Lai。虽然水冷发动机意味着用户再也听不到他们熟悉的那种轰鸣声，但是操控上更加平稳的特性和品牌多年来积累的号召力还是使得911的销量一路飘红。

### 996

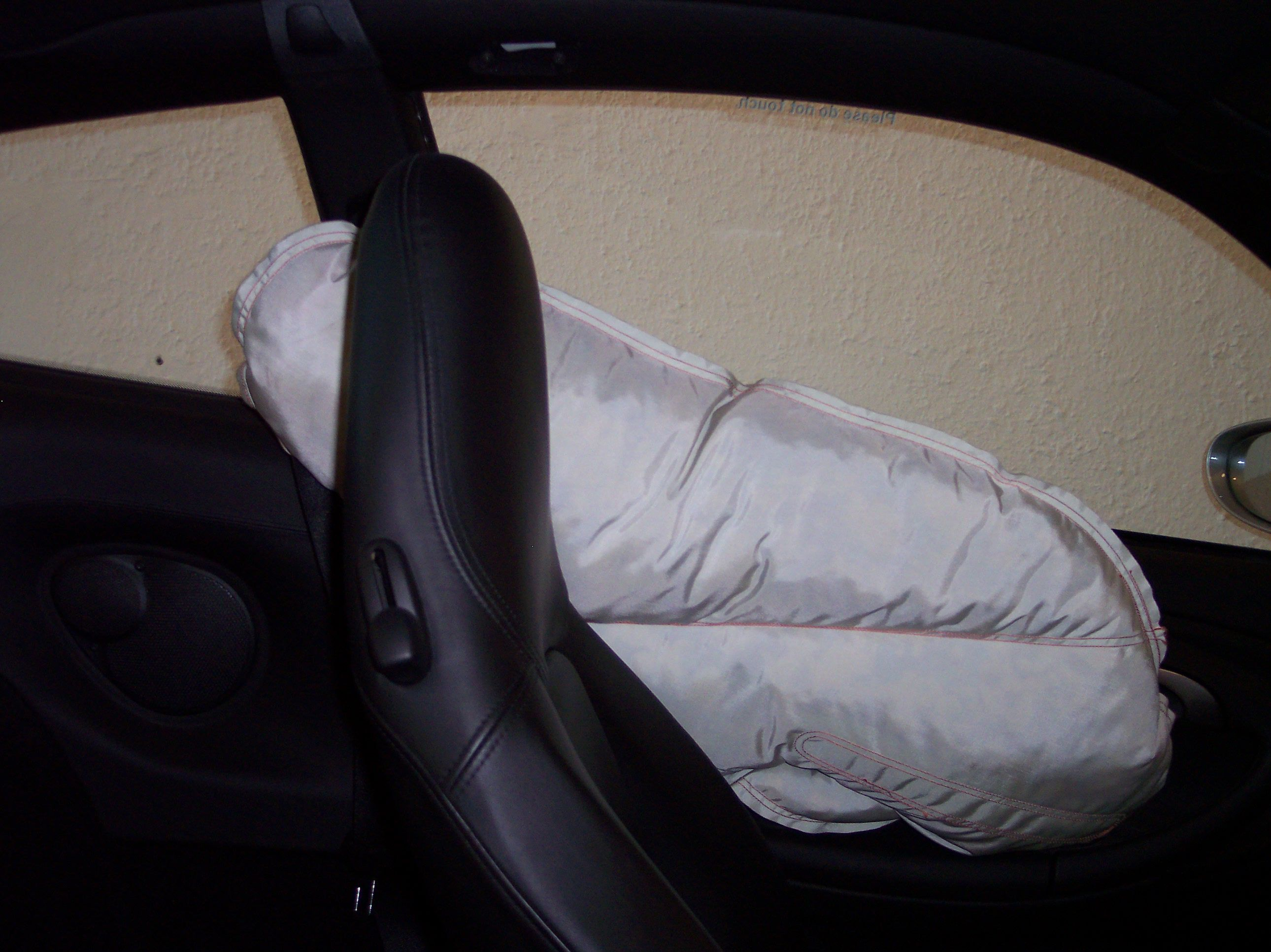
驾驶员一侧的侧面安全气囊

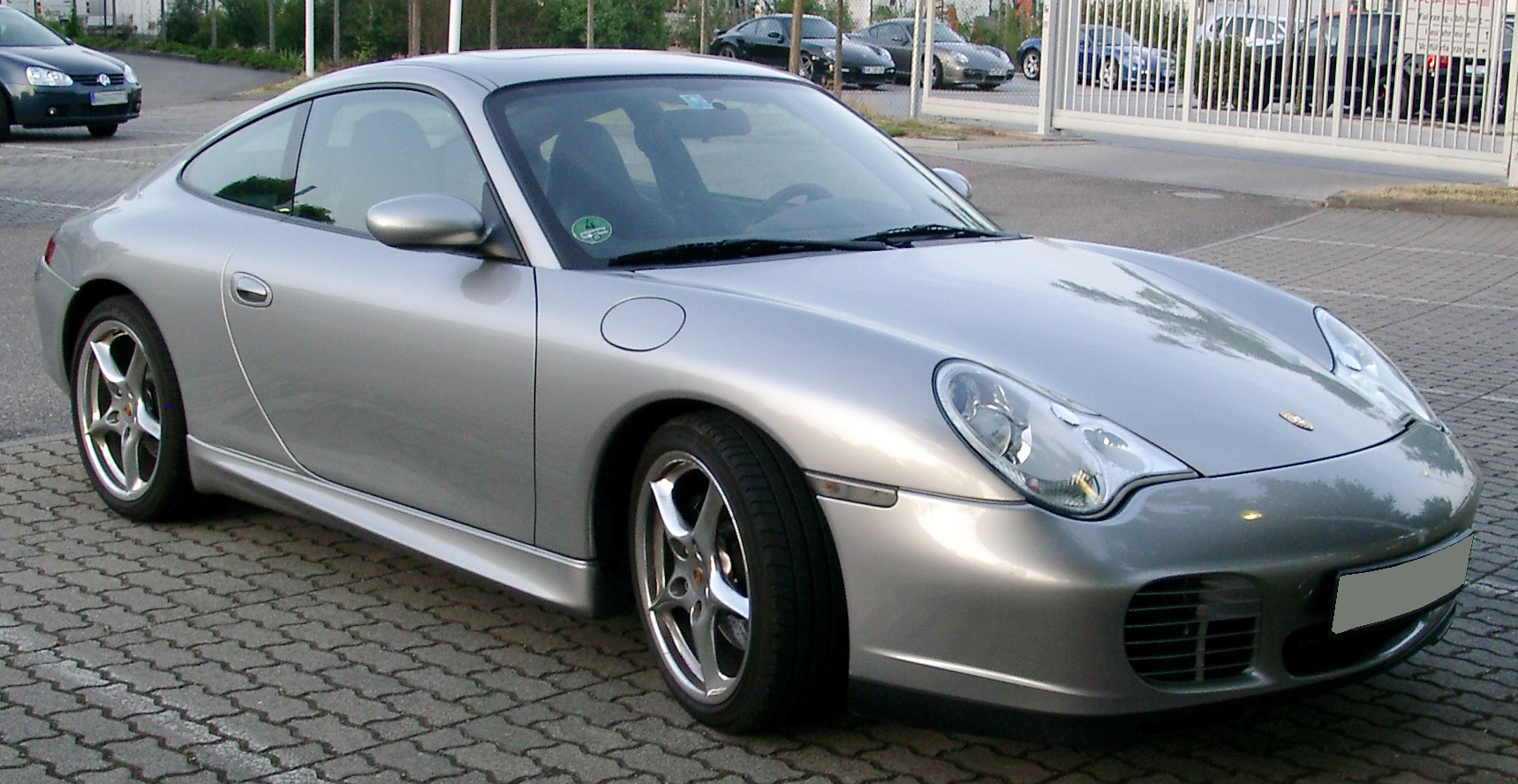
从前方拍摄的996

#### Carrera
作为第一代采用水冷发动机的Carrera，996 Carrera新设计的发动机排量反而缩水至3.4升，不过在应用了博世的燃料多点喷射系统后压缩比达到了11：1，其最大功率也提升至了300马力。 Carrera后面的2与4分别代表后轮驱动与四轮驱动。作为911的基本型的Carrera 2在1997年9月上市，其车身更加具有流线型，内部空间也大了不少。在1999年上市的Carrera 4上，保时捷首次搭配了保时捷稳定管理系统（Porsche Stability Management System,PSM）,这一系统是一个包括了防鎖死煞車系统、自动制动差速系统、加速防滑系统等电子系统的综合性安全系统，将其关闭可以提供更多的驾驶乐趣但是也会大大增加行车危险。这一代的Cabriolet还拥有了在行驶过程中展开顶棚的能力。2003年，保时捷推出了40周年纪念版的911，改型号以Carrera 2为基础，外观更像是Turbo，悬挂、变速箱手柄、座椅等都进行了小幅改动，隐藏式尾翼会在高速时自动伸出。不过最重要的标志应该还是其“911 40th Anniversary”记号。S版的996 Carrera外形上更加宽大，和Turbo有几分相似之处。发动机升级至了3.6升。

#### TARGA
996 TARGA建立在后轮驱动的Carrera 2车型之上，不过相比之下发动机排量升级至了3.6升。如同其前辈一样，这一代的TARGA也是采用可收缩的玻璃车顶，后车窗也可开启。有6速手排变速箱和Tiptronic S手自排变速箱两种配置，虽然为了加固车身和设置更厚的玻璃而增加了车重，性能却不输给基本型的Carrera。其销量大约占全部911的百分之十。

#### Turbo

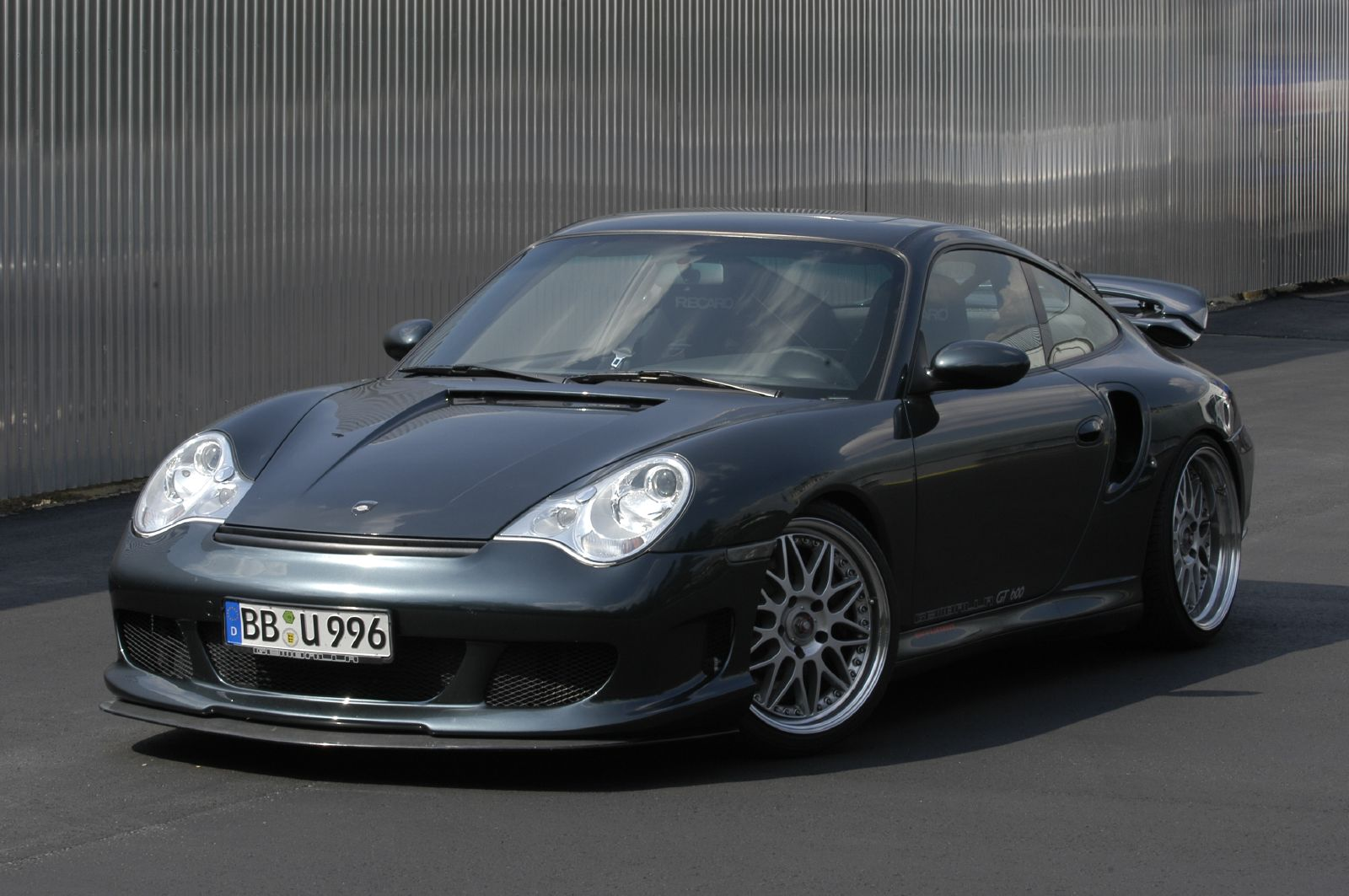
996 Turbo

996 Turbo直到2000年才进入市场，这是第一款水冷型的Turbo，3.6升的双涡轮增压发动机可以提供420马力的功率输出。4轮驱动增加了汽车的操控性能，而Tiptronic S手自排变速箱也是首次出现在Turbo车型上，可变正时气门系统也进行了升级。Turbo不仅拥有优良的行驶性能，内部装饰与配置同样豪华，其标准配置已就包含了Carrera中选配的博世环绕音响。在外形上，Turbo拥有更大的进气口，车门后方也增加了辅助进气口，其鸭尾形尾翼可以伸缩。2003年，敞篷型的Turbo再次被推向市场，即使是将敞篷收起，它依然能够达到最高速度。

#### GT型號

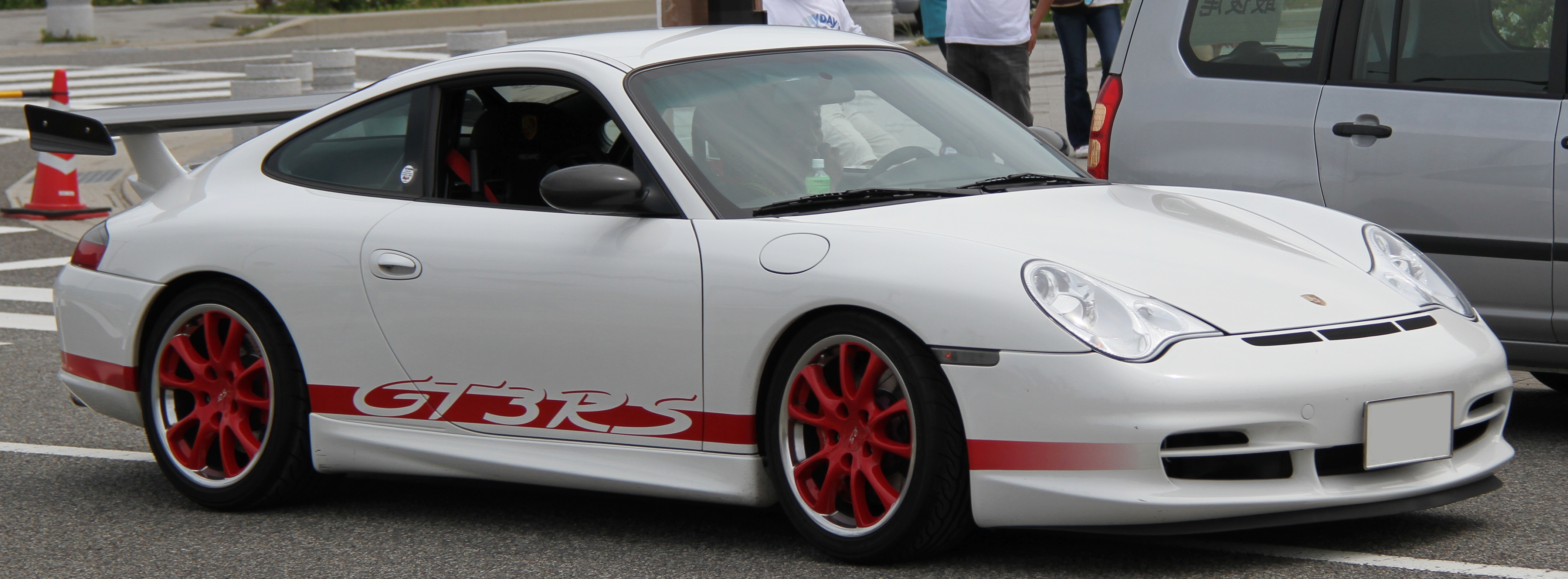
996 GT3 RS

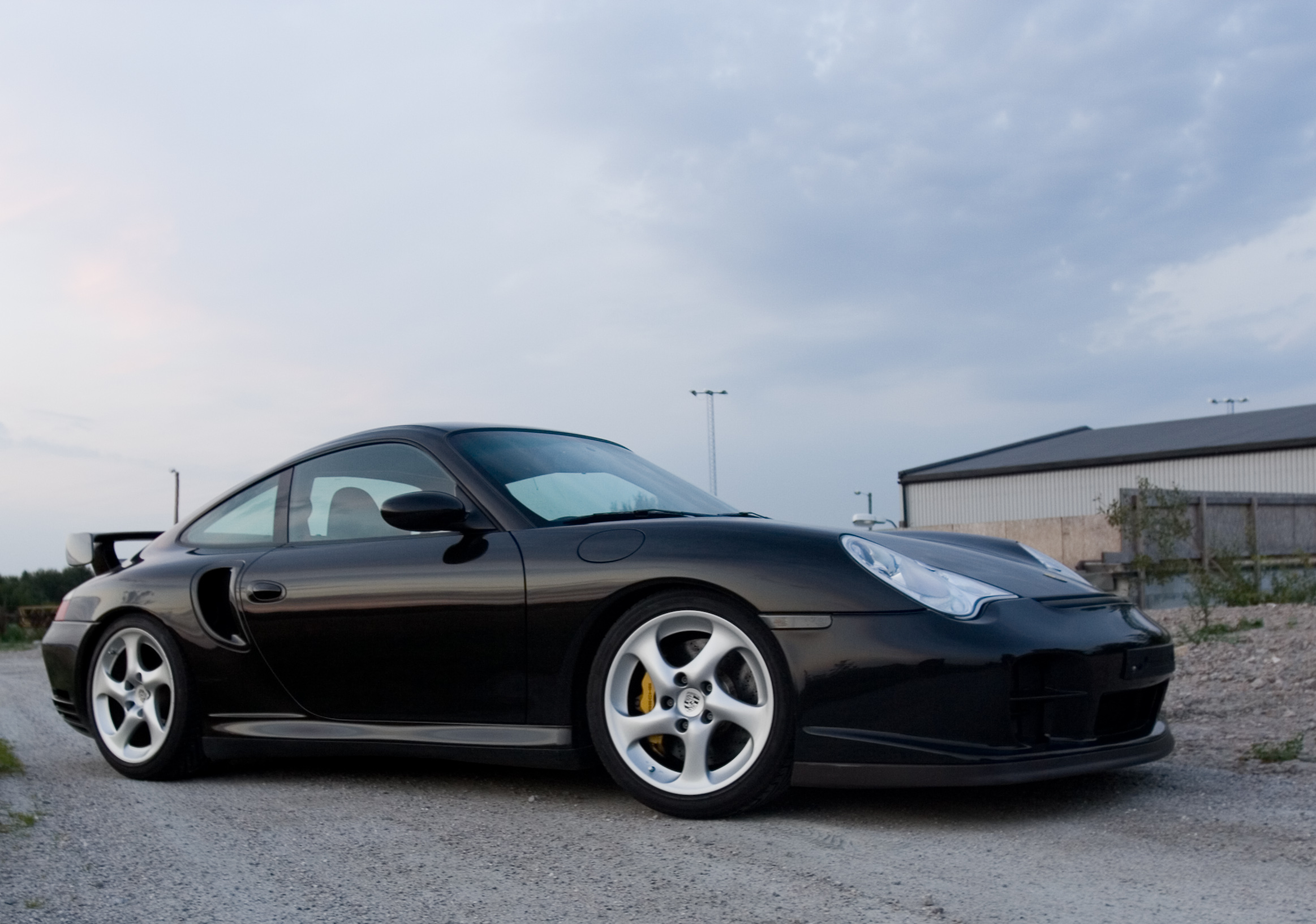
996 GT2

隨著993的停產，993的GT型號在996這一代也得到了延續。然而此時保時捷放棄使用GT2來參加賽事，GT2由此完全進入民用領域，與此同時保時捷拿出了采用裝備自然進氣引擎的GT3來參與各大賽事。
996 GT2 裝備水平對置6缸，帶雙渦輪增壓，容積3.6公升的水冷引擎。其最大功率 345 千瓦（462 馬力），後來增至 360 千瓦（483 馬力）。外觀上與996 Turbo有顯著的差別，包括更具侵略性的前保險杠，以及大尾翼。
在996 Turbo s尚未面世時993 GT2是馬力最為強勁的911。

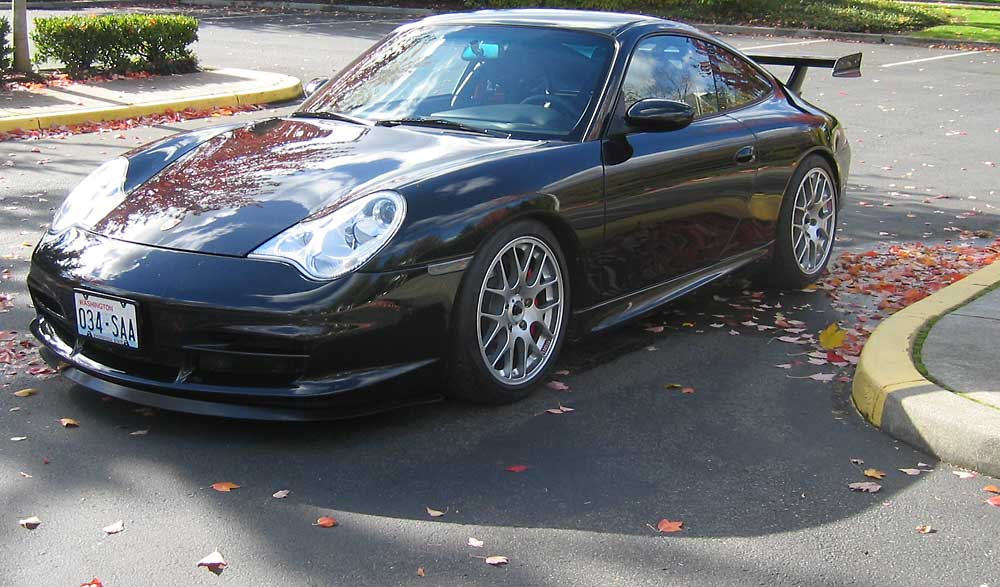
996 GT3

996 GT3 裝備自然進氣水平對置6缸引擎，容積3.6公升，最大功率為 360 馬力。即使是市售版本，也幾乎是賽車化的設計，賽道版本連空調等與賽車無關的都被拆除。

### 997

#### Carrera
新款911的发动机拥有了缸内直喷技术，此项技术有助提高发动机效率降低污染。另一项重大革新为PDK变速箱，这一变速箱类似于大众的DSG双离合器自动变速箱使用了两组齿轮系统，因此能够比普通的自动变速箱更加迅速完成换挡。与之相配合的是运动型3辐方向盘，方向盘上还有类似F1赛车的拨片换挡装置， 驾驶员只需拨动手指就可完成档位的转换。对于愿意追求速度的消费者，他们仍然可以选择手动变速箱。在细节上，保时捷则响应潮流，也为911配置了随弯转向大灯、LED车灯等设备供消费者选配。

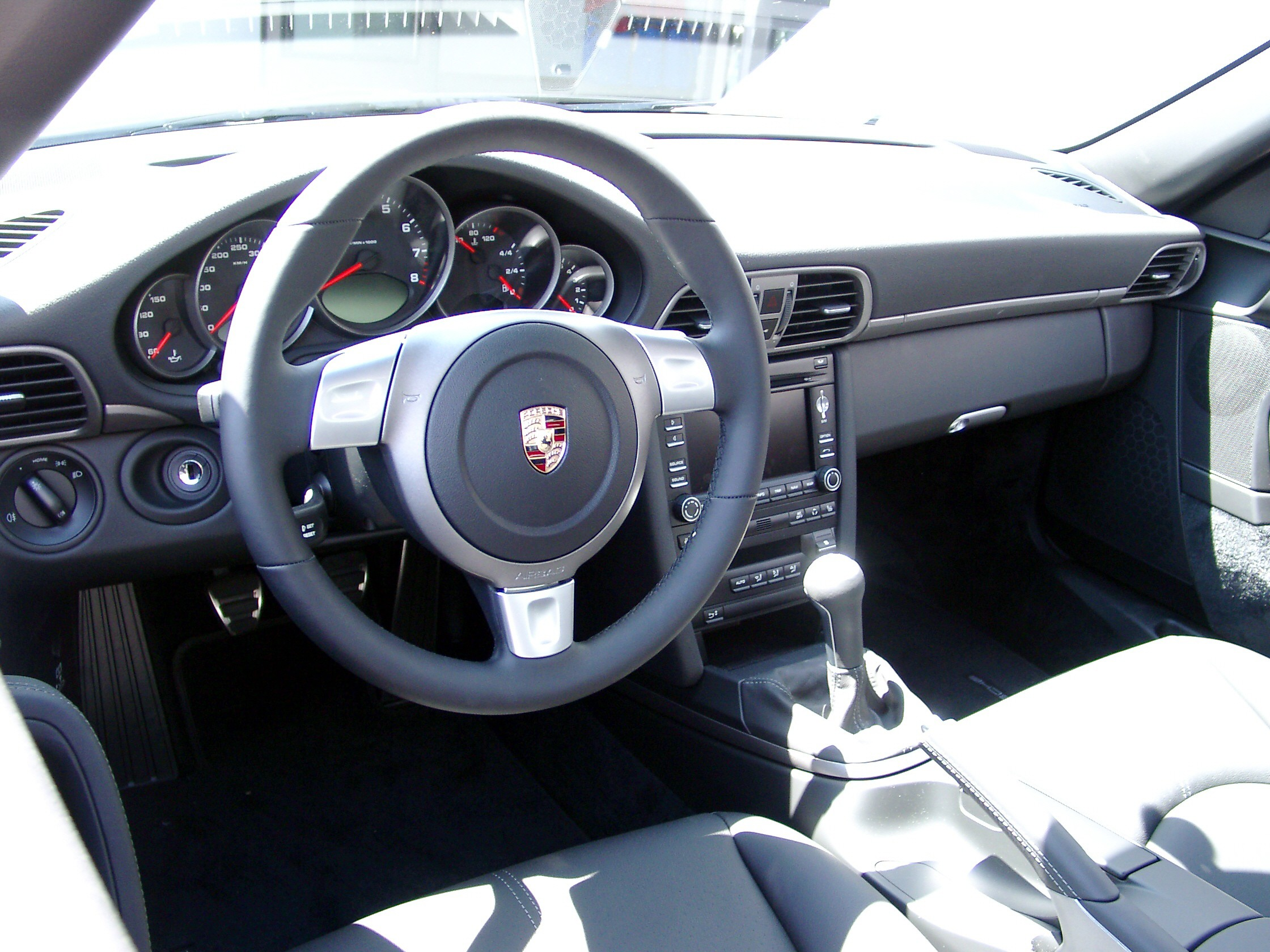
五个圆形表盘的设计自911诞生至今就未曾改变过

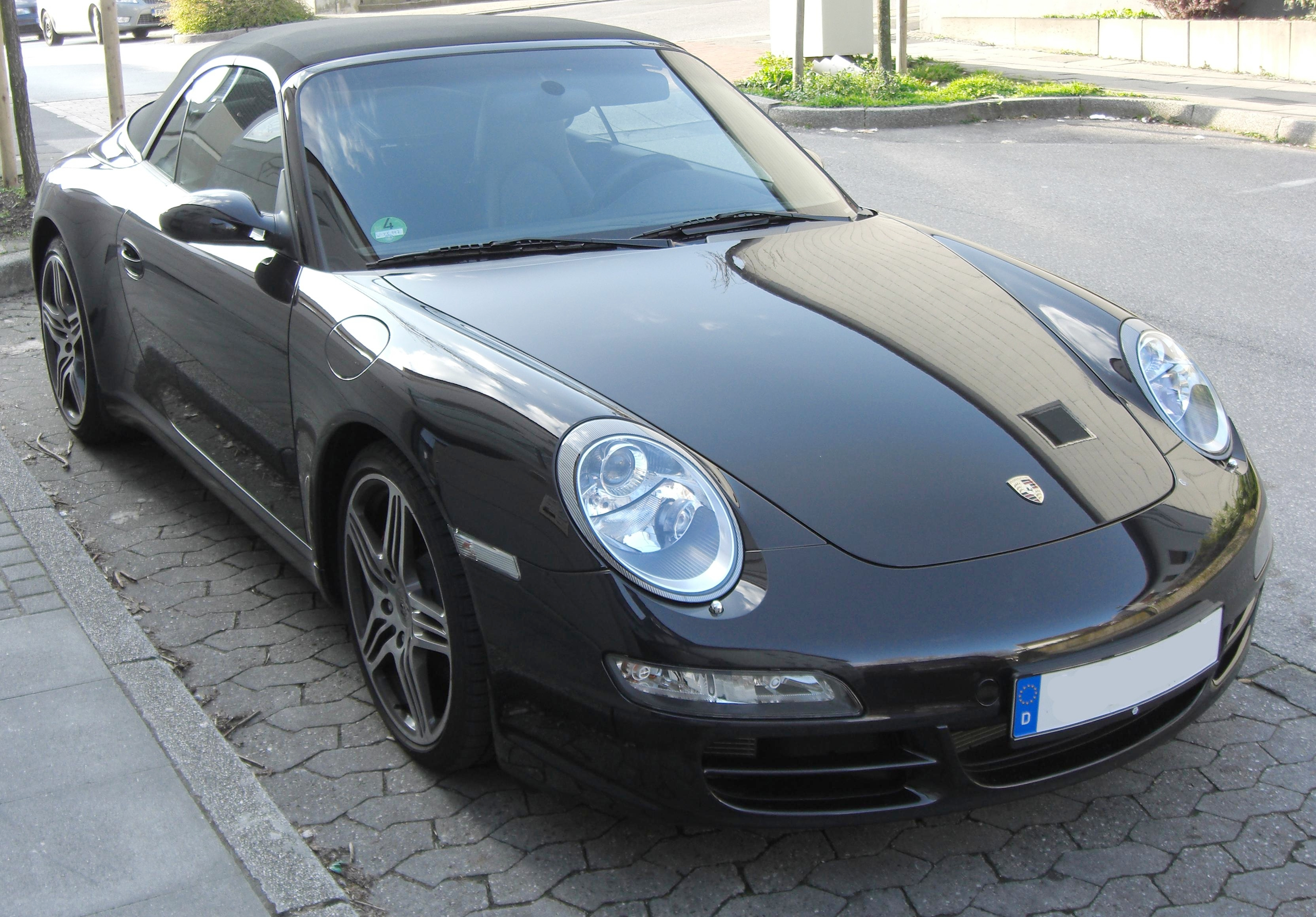
997 Carrera Cabriolet

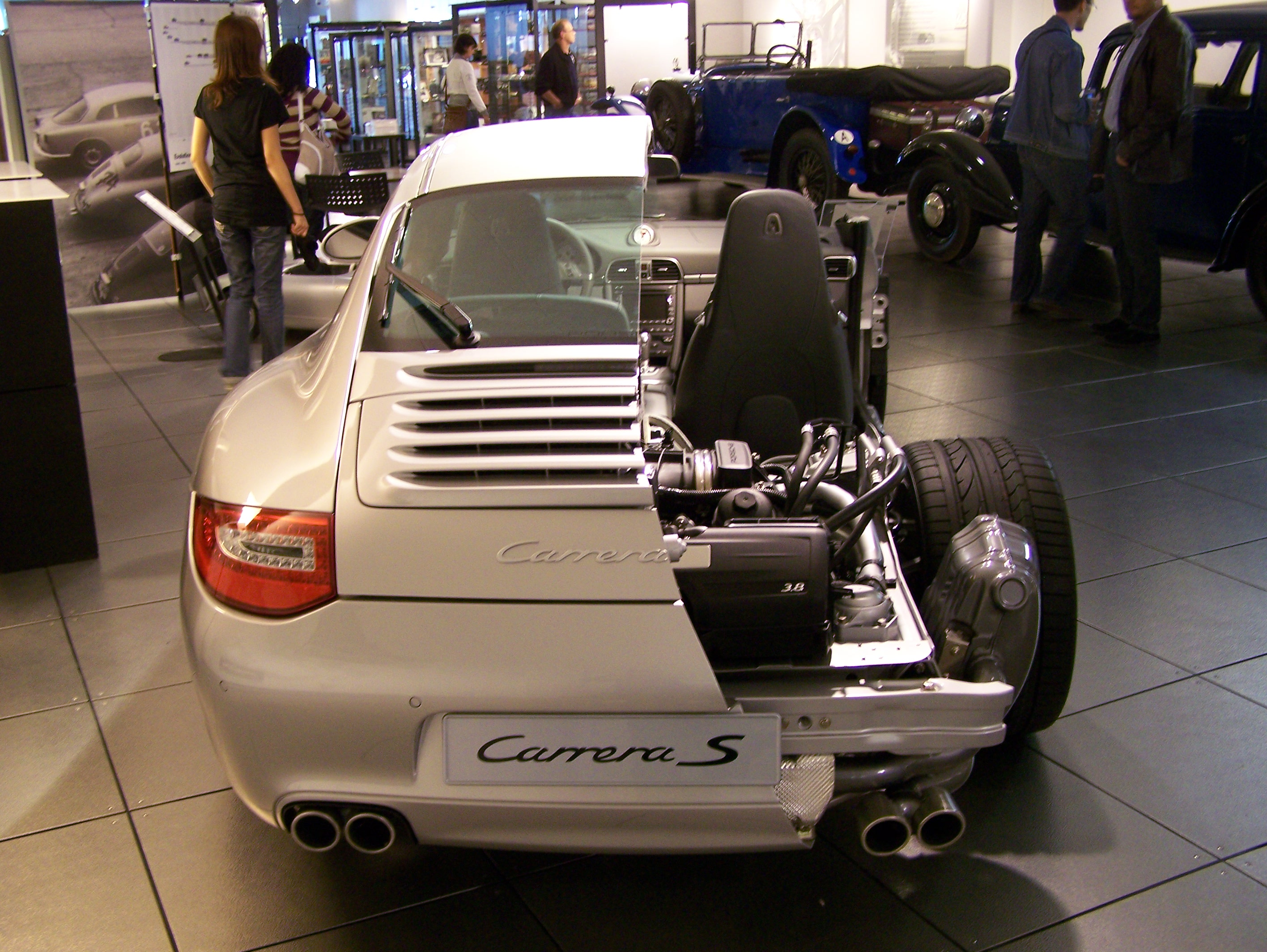
一辆剖开的997

基本款997 Carrera无论是後驱还是四驱都采用3.6升的发动机，提供了345马力的最大功率。Carrera 4还拥有此前只向Turbo提供的保时捷牵引力控制系统（PTM），可以动态分配前后轮之间的牵引力，因而在雨雪天气时能够表现出更好的操控性。敞篷型Cabriolet为了改善炎热天气时驾驶员和乘客的舒适性，添加了座椅通风系统。
S型997将保时捷主动悬挂管理系统作为标配，这个系统利用电磁装置调整悬挂弹簧的弹性程度，允许驾驶员在舒适和运动性中做出选择。

#### Targa

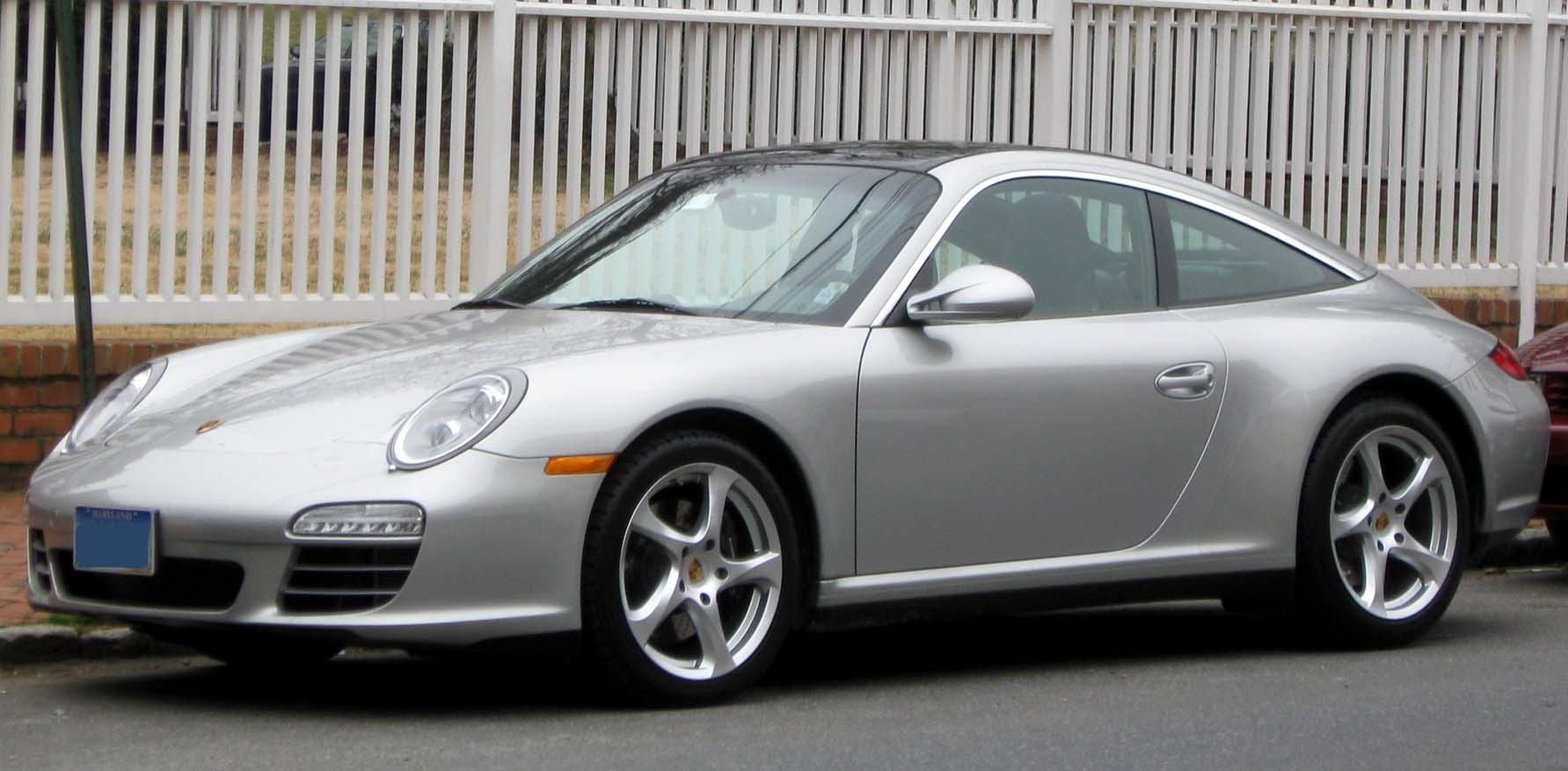
Porsche 997 Targa

997 TARGA全部為四驱版本。同時为了更好地保护乘客而设置了更多的安全气囊。

#### Turbo
除了缸内直喷、主动悬挂系统和PDK变速箱外，997 Turbo又增添了名为可变几何涡轮和膨胀进气歧管的重大技术革新。前者能够改变增压涡轮的外形，进而使得进气量能根据需要进行调节；后者使得空气膨胀后才进入发动机，从而降低所吸入空气的温度。为了改善发动机后置带来操控问题，保时捷开发了动态发动机支承系统，此系统可以在车辆移动时小幅移动发动机，从而减缓整车质量的转移。

#### GT系列
GT系列中有GT2和GT3两种型号，GT2使用的是同Turbo相同的双涡轮增压引擎，其功率达到了530马力。相比之下，GT3只是使用了Turbo的发动机而删去了涡轮增压部件，其415马力的功率尚且不如Turbo的480马力。不过两者都拥有优秀的空气动力学套件和更加轻盈的RS减重版本。其中GT3的RS版本大量使用賽車化設定，雖然動力輸出遜於GT2RS，但卻有優於GT2RS的重量配置及賽車空力套件，為整個911系列中最貼近真實賽車的一款。

### 991
今代991軸距比997拉長了100mm、並讓車長拉伸56mm,改為電子轉向係統和統一用7速PDK變速箱

### 992
992的胎圈也改前20吋、後21吋標準配置，採貫穿式尾燈。

### Carrera
Carrera，Carrera 4 引擎為3.4公升水平對向6氣缸，350匹馬力，0-100少於5秒，極速283-288公里。
Carrera S，Carrera 4s引擎為3.8公升水平對向6氣缸，400匹馬力，0-100少於4.5秒，極速300公里。

## 赛事与文化

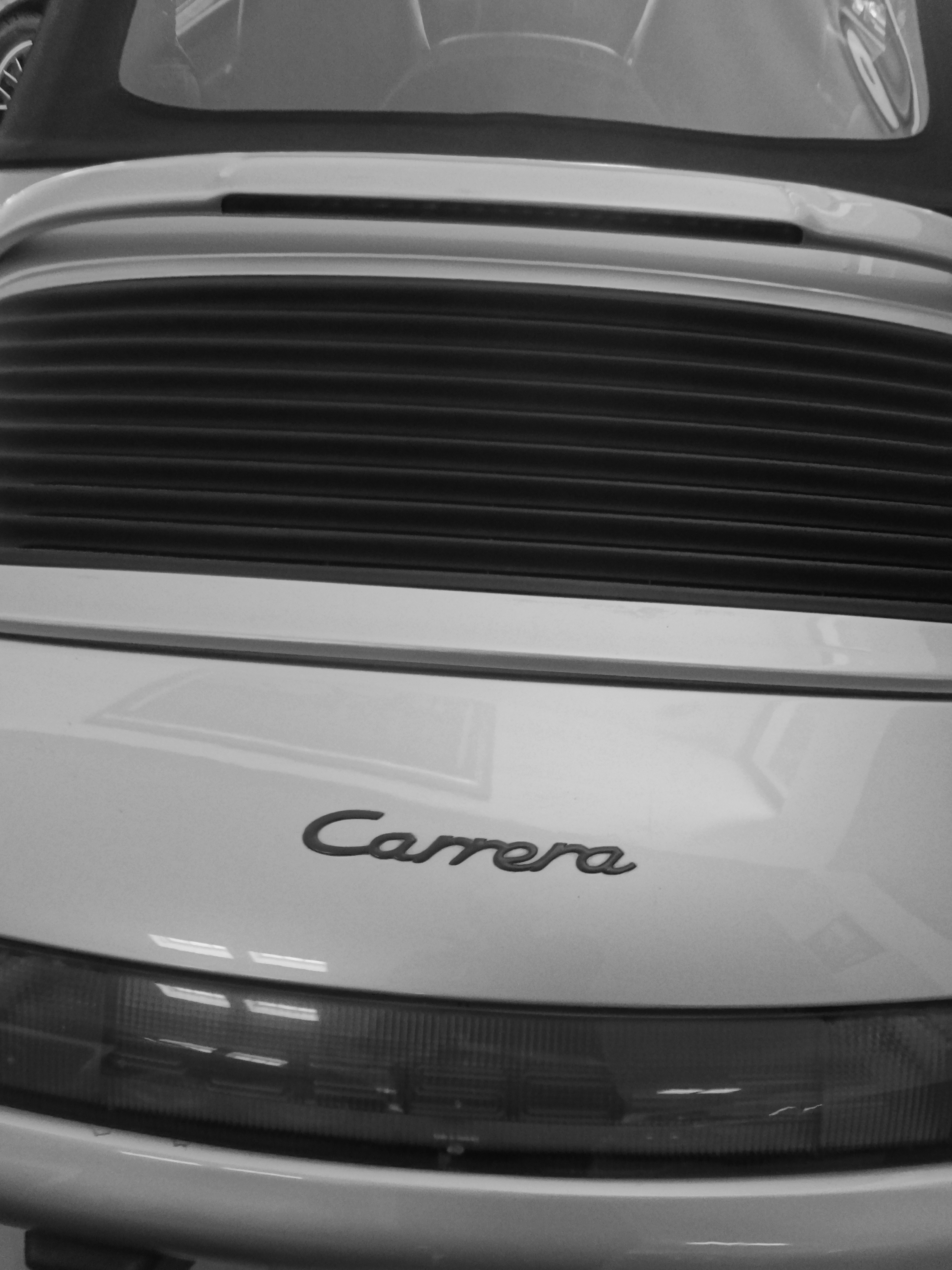
911車標

作为一款跑车的保时捷911参与过无数赛事，在其基础之上发展而来超级跑车更是征战无数。在911刚刚诞生的1965年，它就参与了蒙特卡洛拉力赛并获得了第五名的成绩。68年到70年间更是蝉联了3年的冠军并于79年再度夺冠，70年911还赢得了欧洲拉力赛。不过70年代后911便不再热衷于参与汽车拉力赛，转而将精力投入欧洲GT锦标赛。保时捷为这些赛事准备了减重版的RS及RSR型赛车，73年和74年中其RS车型赢得了第三组与第四组的冠军。76与77年，保时捷在911 turbo的基础上开发出的934型跑车参与GT锦标赛的第四组，此款车型在这两年中统治着冠军宝座。1976年GT比赛的第五组向基于量产车的改装赛车开放，保时捷适时推出了类似于934的保时捷935型，此款赛车截至1984年共赢得150余项比赛。特别是1979年它赢得了勒芒24小时耐力赛，这是第一次由改装自量产车的赛车捧得冠军。在80年代初保时捷似乎对赛车运动失去了兴趣，直到86年才推出了基于911双涡轮增压的959，此款赛车原为FIA组织的GT比赛B组准备，后来还赢得了1985年的达喀尔拉力赛。
如今，保时捷911也已经实现了流水线式的生产方式。不过其年产量也不过6万左右，即便如此价格高昂的911依然拥有很高的人气。世界上很多国家都有911的车迷俱乐部，在表现赛车的流行文化如电影《玩命關頭》系列，漫画《湾岸MIDNIGHT》及其衍生街机《湾岸Mid-Night Maximum Tune系列》，电子游戏《极品飞车》系列之中，911也同样是常客。